# Moscú
Moscú (en ruso: Москва́, AFI: [mɐˈskva] (escucharⓘ), transliterado como Moskvá) es la capital y la entidad federal más poblada de Rusia. La ciudad es un importante centro político, económico, cultural y científico de Rusia y del continente. Moscú es la megaciudad más septentrional de la Tierra y la ciudad más poblada de Europa. Su población es de 13 104 177 habitantes. En virtud de su expansión territorial al suroeste del óblast de Moscú, el 1 de julio de 2012 la capital aumentó su área en 2,5 veces, desde unos 1000 km² hasta 2500 km², y ganó una población adicional de 250 000 habitantes.
Moscú está situada a orillas del río Moscova, en el Distrito Federal Central de la Rusia europea. En el curso de su historia, la ciudad ha sido capital de una sucesión de estados, desde el Gran Ducado de Moscú de la Edad Media, el Zarato ruso y la Unión Soviética, exceptuando el período del Imperio ruso.
En Moscú se encuentra el Kremlin de Moscú, una antigua fortaleza donde se halla hoy el lugar de trabajo del presidente de Rusia. El Kremlin también es uno de los varios sitios que son Patrimonio de la Humanidad en la ciudad. Ambas cámaras del Parlamento ruso (la Duma Estatal y el Consejo de la Federación) también tienen su sede en Moscú.
La ciudad posee una amplia red de transporte que incluye tres aeropuertos internacionales, nueve estaciones de ferrocarril y uno de los más profundos sistemas de metro del mundo, el metro de Moscú, solo superado por el de Tokio en número de pasajeros. Su suburbano es reconocido como uno de los más ricos y variados arquitectónicamente en sus 215 estaciones, repartidas por la ciudad. Según la publicación Forbes 2017, Moscú es la cuarta ciudad del mundo en número de multimillonarios, y la primera en Europa.

## Toponimia
El nombre de la ciudad proviene del río que la atraviesa, denominado Moscova (Moskvá; en ruso antiguo: град Москов [Grad Moskov], literalmente la ciudad del río Moskvá).
El origen del nombre es desconocido, aunque existen varias teorías. Una de ellas sugiere que el origen del nombre proviene de una antigua lengua finesa, en la que significa «oscuro» y «turbio». La primera referencia rusa de Moscú data de 1147, cuando Yuri Dolgoruki exhortó al príncipe de la República de Nóvgorod: «Venid a mí, hermano, a Moscú» (Приди ко мне, брате, в Москов) [Pridi ko mne, brate, v Moskov].

## Historia

### Edad Media
La primera referencia rusa de Moscú data de 1147 con Yuri Dolgoruki (Юрий Долгорукий). Nueve años más tarde, en 1156, el príncipe Yuri Dolgoruki de Rostov ordenó la construcción de una empalizada que rodeara la ciudadela, que tuvo que ser reconstruida varias veces. Tras el saqueo de 1237-1238, en que los mongoles quemaron la ciudad y mataron a sus habitantes, Moscú se recuperó y se convirtió en la capital de un principado independiente, el Principado de Moscú, en 1327.
Su posición favorable a la cabecera del río Volga contribuyó a su expansión constante. Moscovia fue un país estable y un próspero principado durante muchos años y atrajo a un gran número de refugiados procedentes de varios principados circundantes.
Iván I sustituyó la ciudad de Tver como centro político del Principado de Vladímir-Súzdal y pasó a ser el único recaudador de impuestos para los gobernantes tártaro-mongoles, tras la invasión mongola de la Rus de Kiev. Iván ganó una importante concesión del kan mediante el pago de importantes tributos. A diferencia de otros principados, Moscú no fue dividido entre sus hijos, lo que lo mantuvo intacto. Sin embargo, creció la oposición de Moscú contra la dominación extranjera.
En 1380, el príncipe de Moscú Dmitri Donskói dirigió el ejército ruso en una importante victoria sobre los tártaros en la batalla de Kulikovo que, no obstante, no fue decisiva. Solo dos años más tarde Moscú fue saqueada por el kan Toqtamish. En 1480, Iván III acabó finalmente con el dominio tártaro, lo que permitió a Moscú convertirse en el centro del poder en Rusia. Tras el reinado de Iván III, la ciudad pasó a ser la capital del Zarato ruso que finalmente abarcaría toda la actual Rusia y otras tierras.

### Edad Moderna
En 1571, los tártaros de Crimea atacaron y saquearon Moscú, quemando todo, excepto el Kremlin.
En 1609, el ejército sueco, dirigido por el conde Jacob de la Gardie y Evert Horn, comenzó su marcha de Veliki Nóvgorod hacia Moscú para ayudar al zar Basilio IV de Rusia; entraron en Moscú en 1610 y reprimieron la rebelión contra el zar, pero dejaron la ciudad a principios del año 1611, tras lo cual fue invadida por el ejército de la Mancomunidad Polaco-Lituana.
El siglo XVII fue rico en levantamientos populares, tales como el que llevó a la liberación de Moscú de la Mancomunidad Polaco-Lituana (1612), la Revuelta de la Sal (1648), la Revuelta del Cobre (1662) o la Revuelta de Moscú en 1682. De 1654 a 1656 la peste mató a la mitad de la población de Moscú.
Así describe el viajero español Pedro Cubero el aspecto del Moscú de finales del siglo XVII:

Moscova es una ciudad muy extendida, sita a las riberas del río Moscova, de donde toma la denominación toda la provincia. Tendrá de bojeo, según la anduve con el residente de Polonia, de ocho a nueve leguas. Es desproporcionada; sus calles ninguna está con proporción; sus edificios todos son de madera, excepto algunos palacios que hay de ladrillos. Las casas son movibles, de tal manera, que cuando un vecino está disgustado en un barrio, coge la casa y se muda a otro, y esto con facilidad, porque debajo tienen unas ruedas, y como son de madera y ellos tienen pocos trastos, con facilidad lo hacen, y esto cada día lo veía por la ciudad.
Pedro Cubero

La ciudad dejó de ser la capital de Rusia en 1712, después de la fundación de San Petersburgo por Pedro el Grande en la costa del mar Báltico en 1703.

### Edad Contemporánea

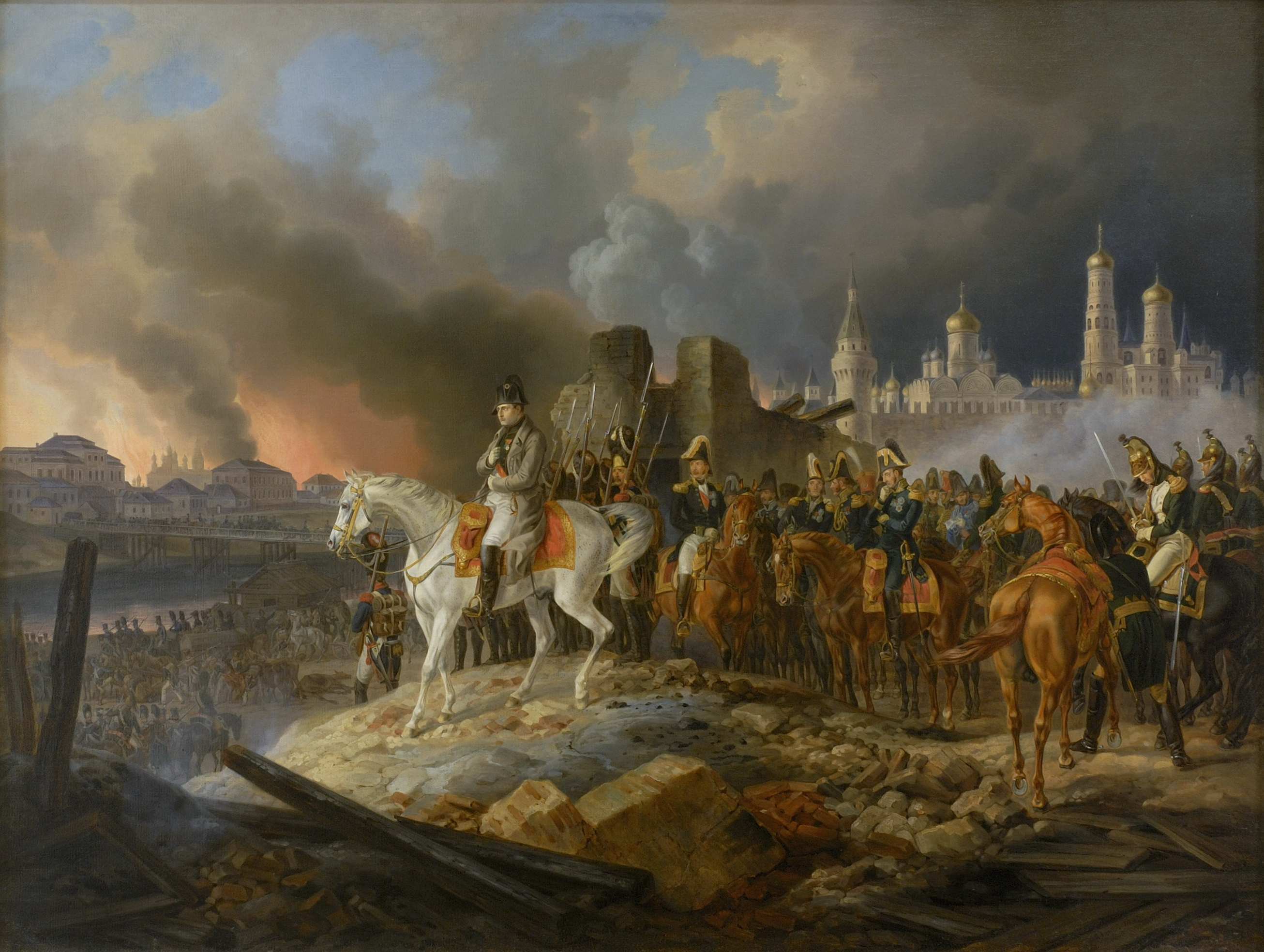
Napoleón al mando de la Grande Armée en el incendio de Moscú de 1812. Cuadro de Adam Albrecht (1841).

El 14 de septiembre de 1812, cuando las fuerzas invasoras de Napoleón se aproximaban a Moscú, los moscovitas incendiaron y evacuaron la ciudad. El ejército de Napoleón, azotado por el hambre, el frío y las malas líneas de suministro, se vio obligado a retirarse y fue casi completamente aniquilado por el devastador invierno ruso y los esporádicos ataques de las fuerzas militares rusas.
En enero de 1905, se creó oficialmente en Moscú la institución de gobernador de la ciudad, o alcalde; el primer alcalde de Moscú fue Aleksandr Adriánov. El 12 de marzo de 1918, tras la Revolución Rusa de 1917, Moscú se convirtió en la capital de la República Socialista Federativa Soviética de Rusia y cinco años más tarde, de la Unión Soviética.
Durante la Gran Guerra Patria (denominación que recibe en Rusia el combate en el frente oriental de la Segunda Guerra Mundial, después de la invasión alemana de la URSS), el Comité de Defensa del Estado soviético y el Estado Mayor del Ejército Rojo tenían su sede en Moscú.
En 1941, se formaron entre los moscovitas dieciséis de las divisiones nacionales de voluntarios (más de 160 000 personas), veinticinco batallones (18 500 personas) y cuatro regimientos de ingeniería. En noviembre, el Grupo de Ejércitos Centro alemán fue detenido en las afueras de la ciudad y, a continuación, expulsado hacia fuera en el transcurso de la Batalla de Moscú. Se evacuaron muchas fábricas, junto con gran parte del gobierno, y a partir del 20 de octubre, la ciudad fue declarada en estado de sitio. El resto de sus habitantes construyeron defensas antitanque, mientras que la ciudad era bombardeada desde el aire. Es de señalar que Stalin se negó a abandonar la ciudad, lo que significó que el personal general y el Consejo de Comisarios del Pueblo permanecieran en la ciudad. A pesar del asedio y los bombardeos, la construcción del metro de Moscú continuó durante la guerra y al finalizar esta se abrieron nuevas líneas de metro.
El 1 de mayo de 1944, se instituyó la Medalla por la Defensa de Moscú y en 1947 otra medalla En memoria del 800 aniversario de la fundación de Moscú. El 8 de mayo de 1965, en conmemoración del 20 aniversario de la victoria en la Segunda Guerra Mundial, Moscú fue una de las doce ciudades soviéticas galardonadas con el título de Ciudad Heroica. En 1980, acogió los Juegos Olímpicos de Verano, que fueron boicoteados por los Estados Unidos y otros países occidentales debido a la guerra de Afganistán.
En 1991, Moscú fue el escenario de un intento de golpe de Estado por miembros del gobierno y del KGB opuestos a las reformas de Mijaíl Gorbachov. Tras la disolución de la URSS acontecida ese mismo año, Moscú continuó siendo la capital de la Federación de Rusia.
Desde entonces, el surgimiento de una economía de mercado en el país ha producido una explosión de estilo de vida occidental, la venta al por menor y servicios. En 1998, se organizaron los primeros Juegos Mundiales de la Juventud.

### Actualidad
En 2018 Moscú y otras 10 ciudades rusas albergaron el Campeonato Mundial de Fútbol. Para este evento en la ciudad se construyeron importantes instalaciones deportivas e infraestructurales.

## División político-administrativa

Distritos administrativos de Moscú.

La ciudad de Moscú está gobernada por un alcalde. El actual alcalde es Serguéi Sobianin (elegido en 2013). Moscú se divide en 12 distritos administrativos (ókrugs, es una organización muy similar a la de Viena), 125 distritos y 21 asentamientos. Todos los ókrugs poseen su escudo y bandera. Casi todos ellos disponen de su propia estación de televisión.
Moscú es el centro del poder político ruso. El Kremlin se encuentra en el corazón de la ciudad, en el ókrug central. Allí se encuentra la residencia oficial del presidente de Rusia y numerosos cuarteles militares. En Moscú se encuentran las embajadas de los países extranjeros.
| Distritos Administrativos | Nombre en ruso   | Habitantes (2005) |
| ------------------------- | ---------------- | ----------------- |
| Central (1)               | Центральный      | 694 664           |
| Norte (2)                 | Северный         | 1 106 673         |
| Noreste (3)               | Северо-Восточный | 1 237 069         |
| Este (4)                  | Восточный        | 1 385 621         |
| Sureste (5)               | Юго-Восточный    | 1 131 738         |
| Sur (6)                   | Южный            | 1 584 665         |
| Suroeste (7)              | Юго-Западный     | 1 199 593         |
| Oeste (8)                 | Западный         | 1 062 737         |
| Noroeste (9)              | Северо-Западный  | 788 105           |
| Ciudad Verde (10)         | Зеленоградский   | 215 713           |
| Nueva Moscú (11)          | Новомосковский   | 113 569           |
| La Trinidad (12)          | Троицкий         | 86 752            |

## Geografía

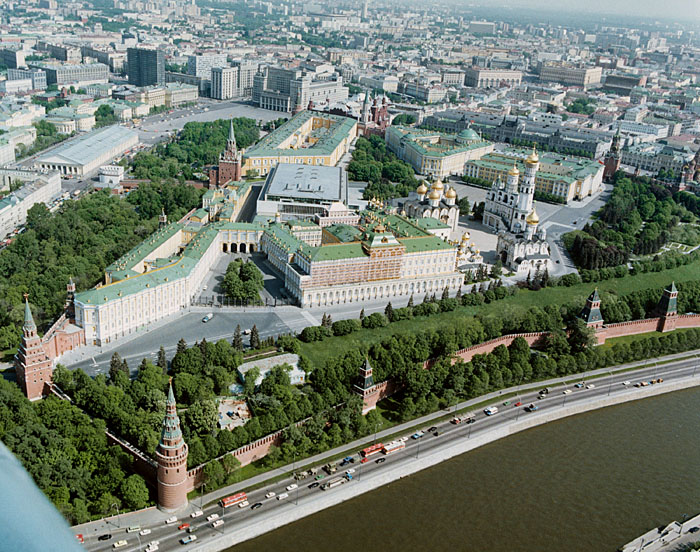
Vista aérea de Moscú y el Kremlin.

Moscú se encuentra a las orillas del río Moskvá, que fluye por poco más de 500 kilómetros a través de la llanura europea oriental en el centro de Rusia. Cuarenta y nueve puentes atraviesan el río y sus canales dentro de los límites de la ciudad. La altitud de Moscú, en el Centro de Exposiciones de Rusia (VDNJ), donde se encuentra la principal estación meteorológica de la ciudad, es de 156 metros. Las tierras altas de Tioply Stan son el punto más alto de la ciudad, a 255 metros. La ciudad de Moscú (sin incluir el anillo de circunvalación MKAD) mide 39,7 km de este a oeste y 51,8 km de norte a sur.

### Zona horaria
Moscú es el punto de referencia para la zona horaria utilizada en la mayor parte del centro de Rusia, incluido San Petersburgo. La hora estándar Moscú (MSK, мск), es UTC + 3 o GMT + 3. El horario de verano ya no se usa.

### Clima

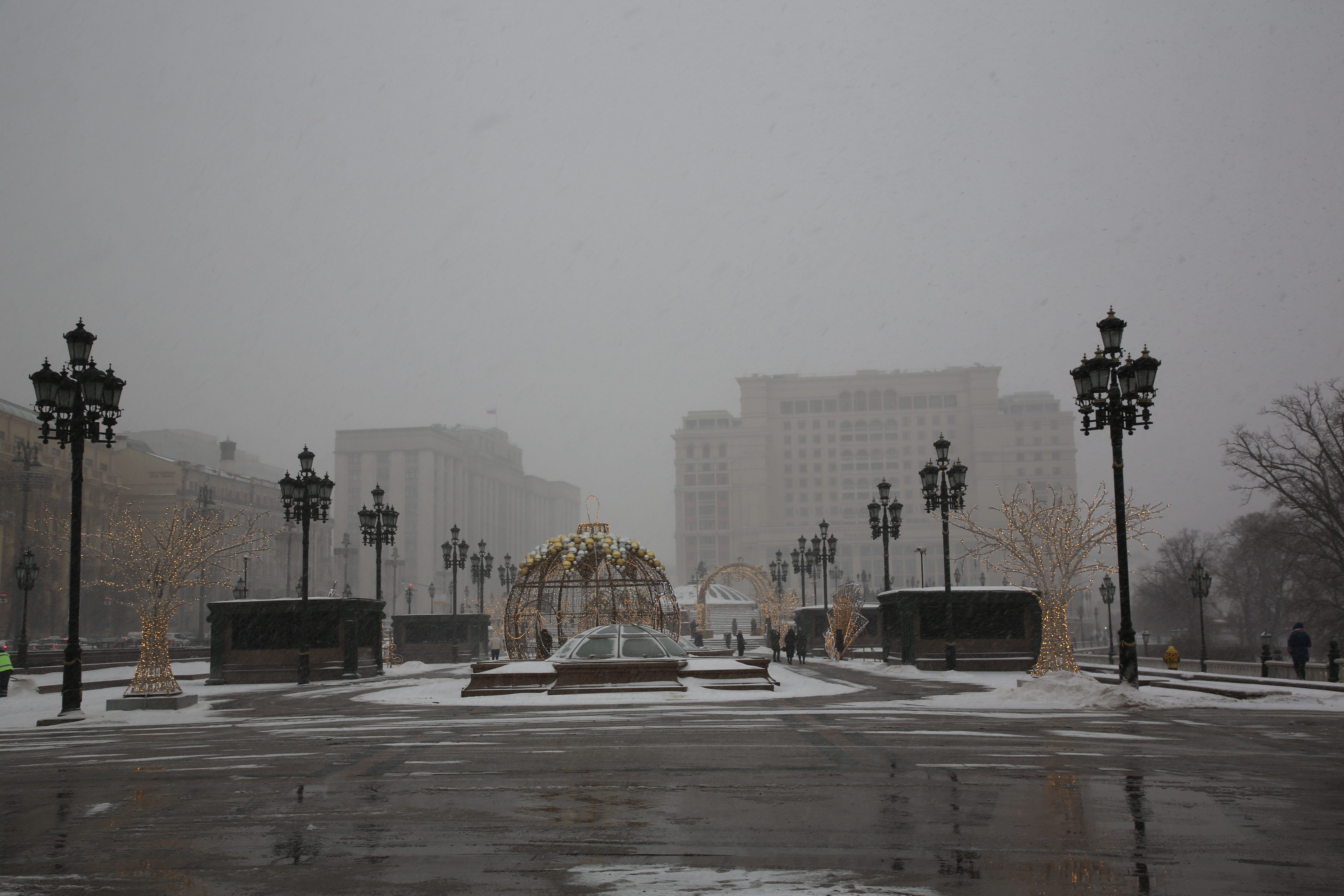
Vista de Moscú en invierno

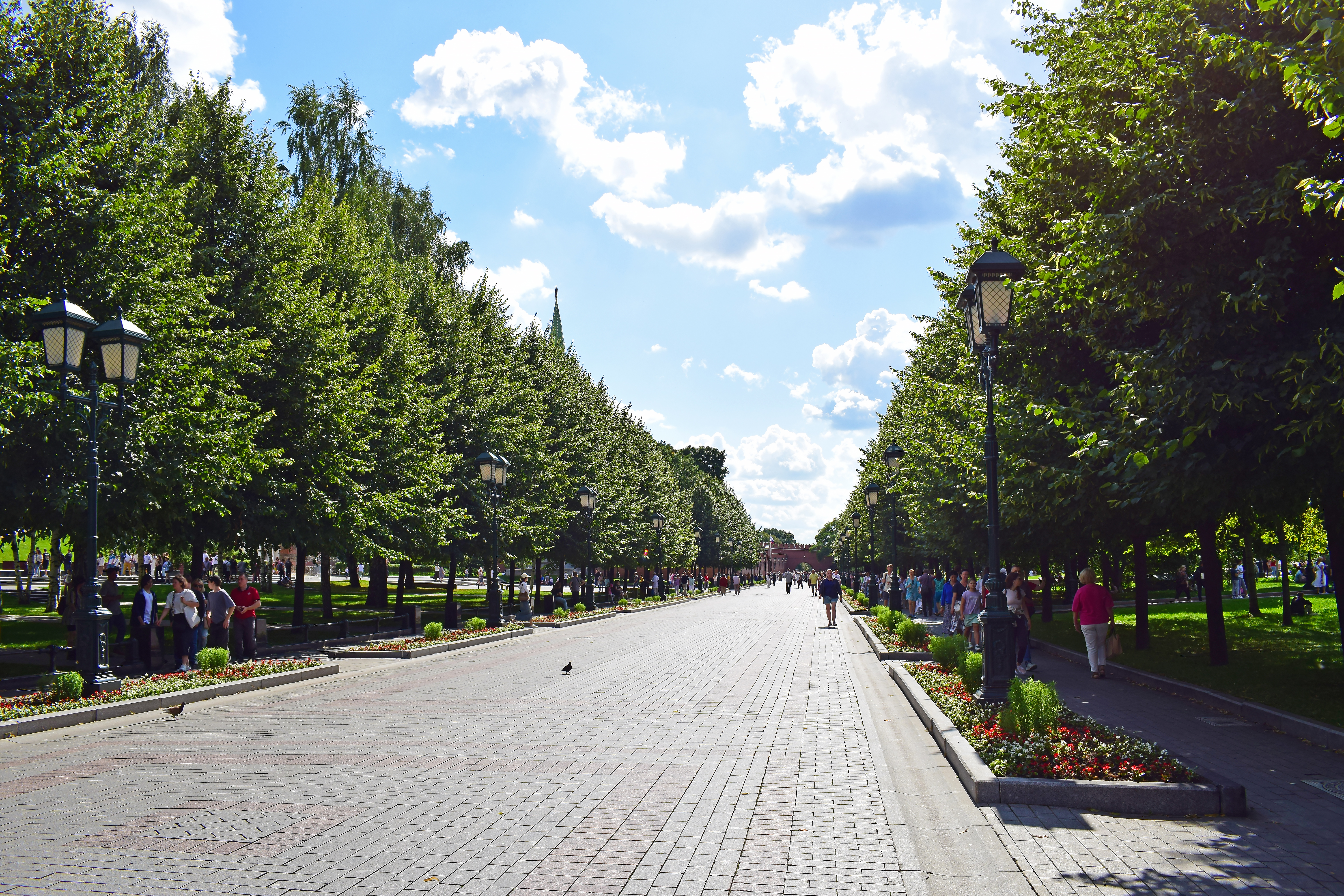
Un parque de Moscú en verano

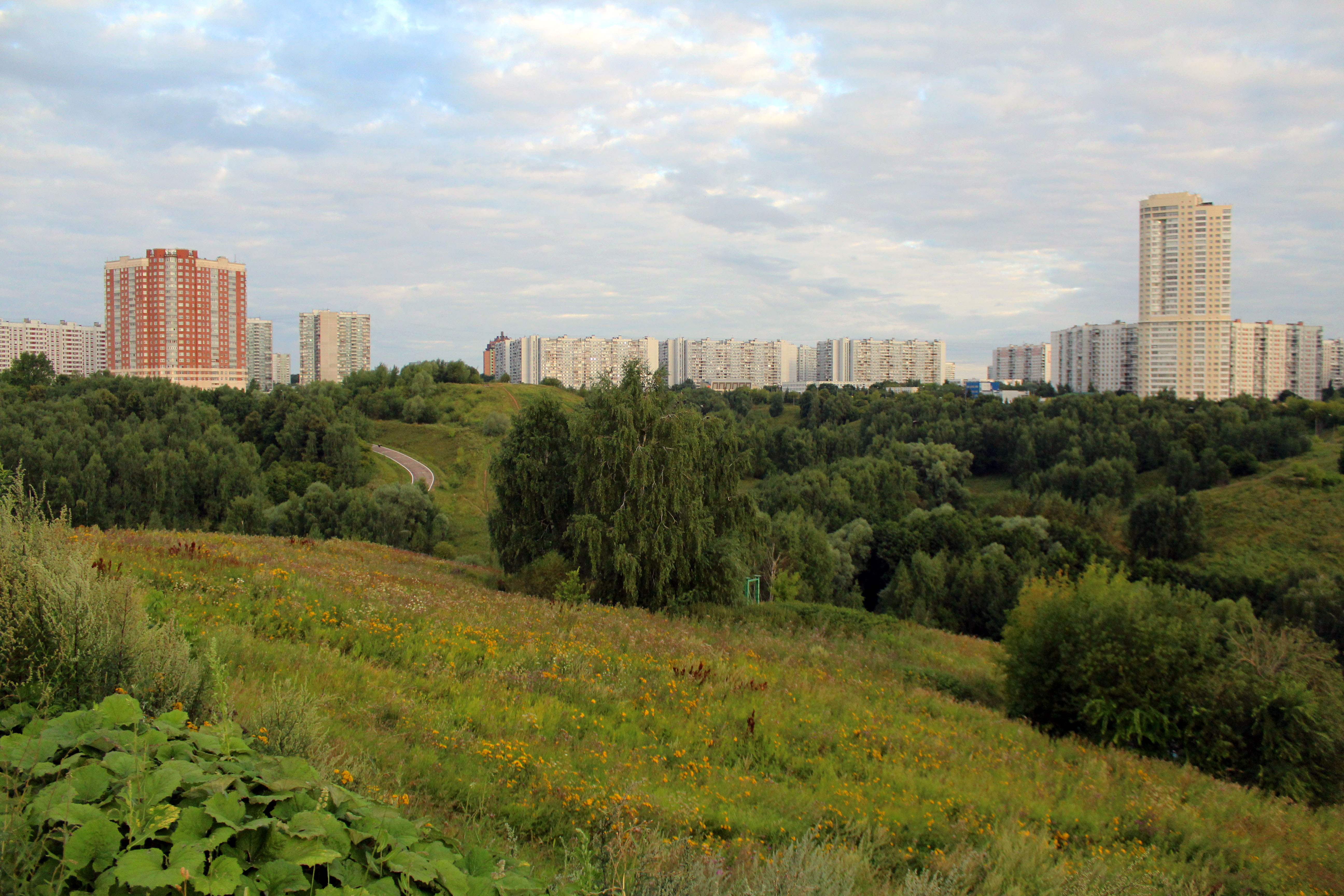
Colinas de Krylatskie

Moscú posee un clima continental húmedo (Dfb) con rigurosos y largos inviernos, y suaves y breves veranos. Los días nubosos y cubiertos son frecuentes a lo largo del año, por lo que en invierno las horas medias de insolación pocas veces superan 15 minutos diarios. La nieve puede permanecer en las calles de la ciudad medio año perfectamente, desde finales de octubre hasta principios de abril. 
En invierno la media está situada en -12 °C, sin embargo, ocasionalmente se producen olas de frío provenientes del interior de Siberia que pueden descender la temperatura hasta –40 °C, e incluso inferiores, registradas en varias ocasiones hasta la fecha. La primavera es muy fría durante las primeras tres semanas, pero tiende a suavizarse conforme avanzan los meses de abril-mayo, cuando comienzan a ser frecuentes los días de lluvia.
En verano, las temperaturas ascienden en casos muy aislados hasta los 35 °C con fuertes olas de calor generadas en el interior del continente, aunque suelen oscilar entre los 10 °C y los 30 °C. Las tormentas también suelen ser habituales. El máximo pluviométrico se da en esta estación, coincidiendo con la época de temperaturas más elevadas. Durante el otoño vuelve la época de transición del calor al frío, y las nevadas vuelven a ser normales a partir de finales de octubre.
| Parámetros climáticos promedio de Moscú (1991-2020) | Parámetros climáticos promedio de Moscú (1991-2020) | Parámetros climáticos promedio de Moscú (1991-2020) | Parámetros climáticos promedio de Moscú (1991-2020) | Parámetros climáticos promedio de Moscú (1991-2020) | Parámetros climáticos promedio de Moscú (1991-2020) | Parámetros climáticos promedio de Moscú (1991-2020) | Parámetros climáticos promedio de Moscú (1991-2020) | Parámetros climáticos promedio de Moscú (1991-2020) | Parámetros climáticos promedio de Moscú (1991-2020) | Parámetros climáticos promedio de Moscú (1991-2020) | Parámetros climáticos promedio de Moscú (1991-2020) | Parámetros climáticos promedio de Moscú (1991-2020) | Parámetros climáticos promedio de Moscú (1991-2020) |
| Mes                                                 | Ene.                                                | Feb.                                                | Mar.                                                | Abr.                                                | May.                                                | Jun.                                                | Jul.                                                | Ago.                                                | Sep.                                                | Oct.                                                | Nov.                                                | Dic.                                                | Anual                                               |
| --------------------------------------------------- | --------------------------------------------------- | --------------------------------------------------- | --------------------------------------------------- | --------------------------------------------------- | --------------------------------------------------- | --------------------------------------------------- | --------------------------------------------------- | --------------------------------------------------- | --------------------------------------------------- | --------------------------------------------------- | --------------------------------------------------- | --------------------------------------------------- | --------------------------------------------------- |
| Temp. máx. abs. (°C)                                | 8.6                                                 | 8.3                                                 | 19.7                                                | 28.9                                                | 33.2                                                | 34.8                                                | 38.2                                                | 37.3                                                | 32.3                                                | 24.0                                                | 16.2                                                | 9.6                                                 | 38.2                                                |
| Temp. máx. media (°C)                               | -3.9                                                | -3.0                                                | 3.0                                                 | 11.7                                                | 19.0                                                | 22.4                                                | 24.7                                                | 22.7                                                | 16.4                                                | 8.9                                                 | 1.6                                                 | -2.3                                                | 10.1                                                |
| Temp. media (°C)                                    | -6.2                                                | -5.9                                                | -0.7                                                | 6.9                                                 | 13.6                                                | 17.3                                                | 19.7                                                | 17.6                                                | 11.9                                                | 5.8                                                 | -0.5                                                | -4.4                                                | 6.3                                                 |
| Temp. mín. media (°C)                               | -8.7                                                | -8.8                                                | -4.2                                                | 2.3                                                 | 8.1                                                 | 12.2                                                | 14.8                                                | 13.0                                                | 8.0                                                 | 3.0                                                 | -2.4                                                | -6.5                                                | 2.6                                                 |
| Temp. mín. abs. (°C)                                | -42.1                                               | -38.2                                               | -32.4                                               | -21.0                                               | -7.5                                                | -2.3                                                | 1.3                                                 | -1.2                                                | -8.5                                                | -20.3                                               | -32.8                                               | -38.8                                               | -42.1                                               |
| Precipitación total (mm)                            | 53                                                  | 44                                                  | 39                                                  | 37                                                  | 61                                                  | 78                                                  | 84                                                  | 78                                                  | 66                                                  | 70                                                  | 52                                                  | 51                                                  | 713                                                 |
| Nevadas (cm)                                        | 24                                                  | 35                                                  | 29                                                  | 2                                                   | 0                                                   | 0                                                   | 0                                                   | 0                                                   | 0                                                   | 0                                                   | 4                                                   | 12                                                  | 106                                                 |
| Días de lluvias (≥ 1 mm)                            | 6                                                   | 6                                                   | 9                                                   | 14                                                  | 16                                                  | 16                                                  | 15                                                  | 16                                                  | 16                                                  | 17                                                  | 13                                                  | 8                                                   | 152                                                 |
| Días de nevadas (≥ 1 mm)                            | 25                                                  | 23                                                  | 15                                                  | 6                                                   | 1                                                   | 0                                                   | 0                                                   | 0                                                   | 0.3                                                 | 5                                                   | 17                                                  | 24                                                  | 116.3                                               |
| Horas de sol                                        | 33                                                  | 72                                                  | 128                                                 | 170                                                 | 265                                                 | 279                                                 | 271                                                 | 238                                                 | 147                                                 | 78                                                  | 32                                                  | 18                                                  | 1731                                                |
| Humedad relativa (%)                                | 85                                                  | 81                                                  | 74                                                  | 68                                                  | 67                                                  | 72                                                  | 74                                                  | 78                                                  | 82                                                  | 83                                                  | 86                                                  | 86                                                  | 78                                                  |
| Fuente: Погода и климат                             |                                                     |                                                     |                                                     |                                                     |                                                     |                                                     |                                                     |                                                     |                                                     |                                                     |                                                     |                                                     |                                                     |

### Geología
La Geología de la ciudad de Moscú se caracteriza principalmente por estar situada en el centro de la antigua plataforma de Europa Oriental sobre un basamento cristalino de granito-gneis, que está cubierto por una capa de depósitos sedimentarios (hasta 1650 m).
Desde el punto de vista tectónico, la estructura de la corteza bajo la ciudad se divide en dos niveles estructurales de diferente antigüedad: el inferior - el basamento cristalino granítico-gneísico precámbrico de la antigua plataforma, y el superior, que está representado por una cubierta de sedimentos fanerozoicos, a veces ligeramente metamorfoseados.
Estos niveles estructurales están separados por una ruptura estratigráfica que marca una larga interrupción de la sedimentación. La superficie de esta última es irregular. Al este de la capital se encuentra el Arco de Tokmov, al sur - el Arco de Vorónezh. Entre ambos se encuentra la fosa enterrada de Ryazan-Sarátov, que se extiende en dirección sureste. Al norte y al noreste se encuentra la Sineclisa de Moscú, una amplia fosa inclinada hacia el noreste.

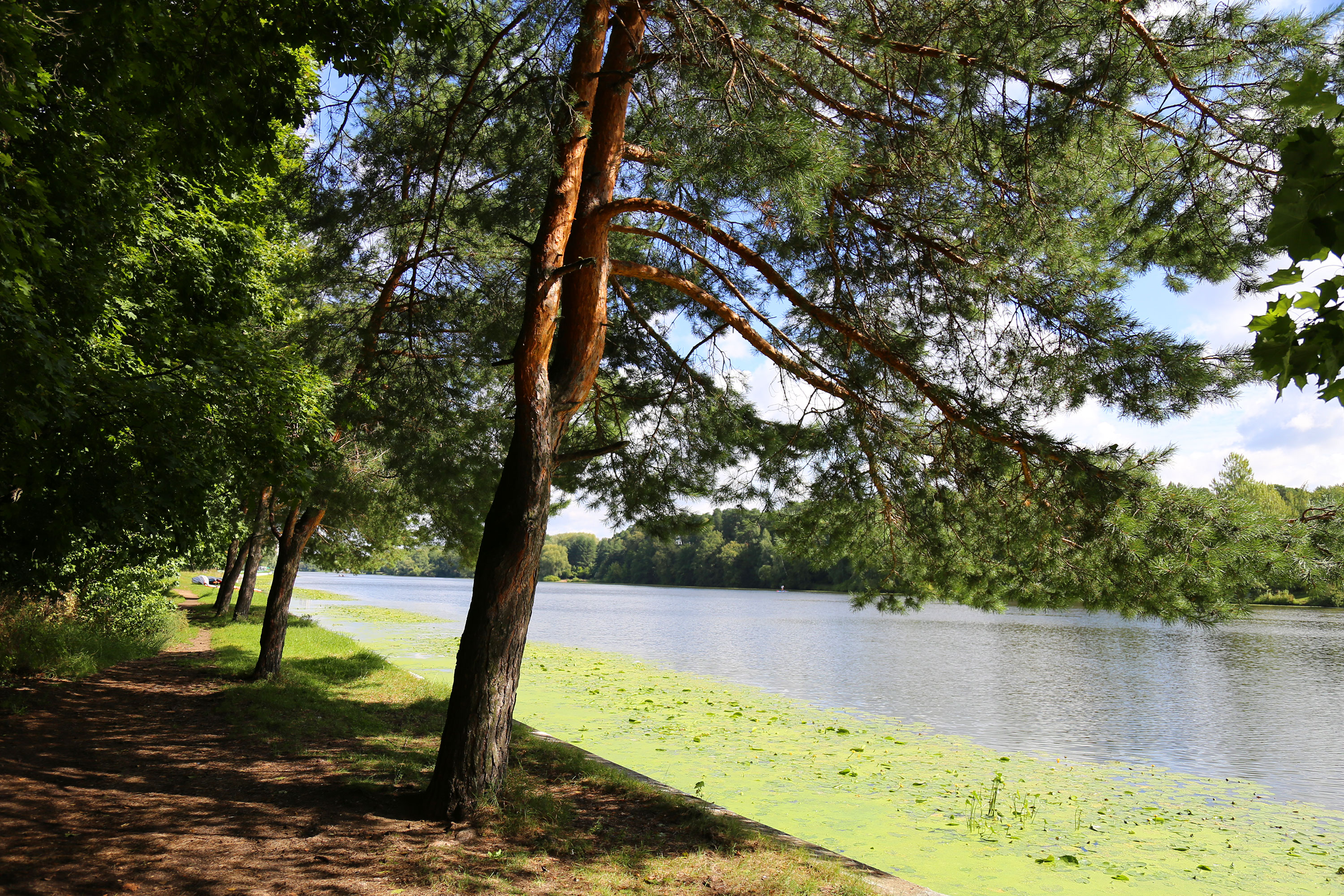
Aguas del Río Moscova

La corteza terrestre en el territorio de Moscú está representada por rocas sedimentarias, con menor frecuencia ígneas y metamórficas. La sección contiene sedimentos de los cinco eratemas - Arcaico, Proterozoico, Paleozoico, Mesozoico y Cenozoico. La Era Paleozoica está representada por sedimentos de los sistemas Cámbrico, Devónico y Carbonífero. El Mesozoico está representado por los sistemas Jurásico y Cretácico, y el Cenozoico por los sistemas Neógeno y Cuaternario. Los yacimientos de los sistemas Cuaternario, Jurásico y Cretácico, a veces de los sistemas Carbonífero y Neógeno afloran principalmente a la superficie.
Entre los minerales no metálicos, los más conocidos son los yacimientos de carbón, calizas de Balkovo y Podolsk del Carbonífero Medio, que se utilizaron como material de construcción en la edificación del Kremlin de Moscú. Estas rocas se tomaron para los cimientos del Hotel Rossiya, el complejo de la plaza Manezh y varios puentes sobre el río Moscova. De gran importancia industrial son las arenas de cuarzo, que se utilizan para producir vidrio de alta calidad.
El territorio de Moscú se encuentra dentro de los límites de la cuenca artesiana moscovita. Las aguas subterráneas de un gran número de manantiales y más de 4000 pozos abastecen de agua potable a los moscovitas. Las aguas subterráneas son muy susceptibles a la contaminación antropogénica provocada por la fusión de la nieve con sal, las fugas del alcantarillado y las emisiones de las depuradoras. Además del suministro atmosférico, las aguas subterráneas se rellenan debido al riego de los suelos, las fugas de las redes de comunicación.

## Paleontología

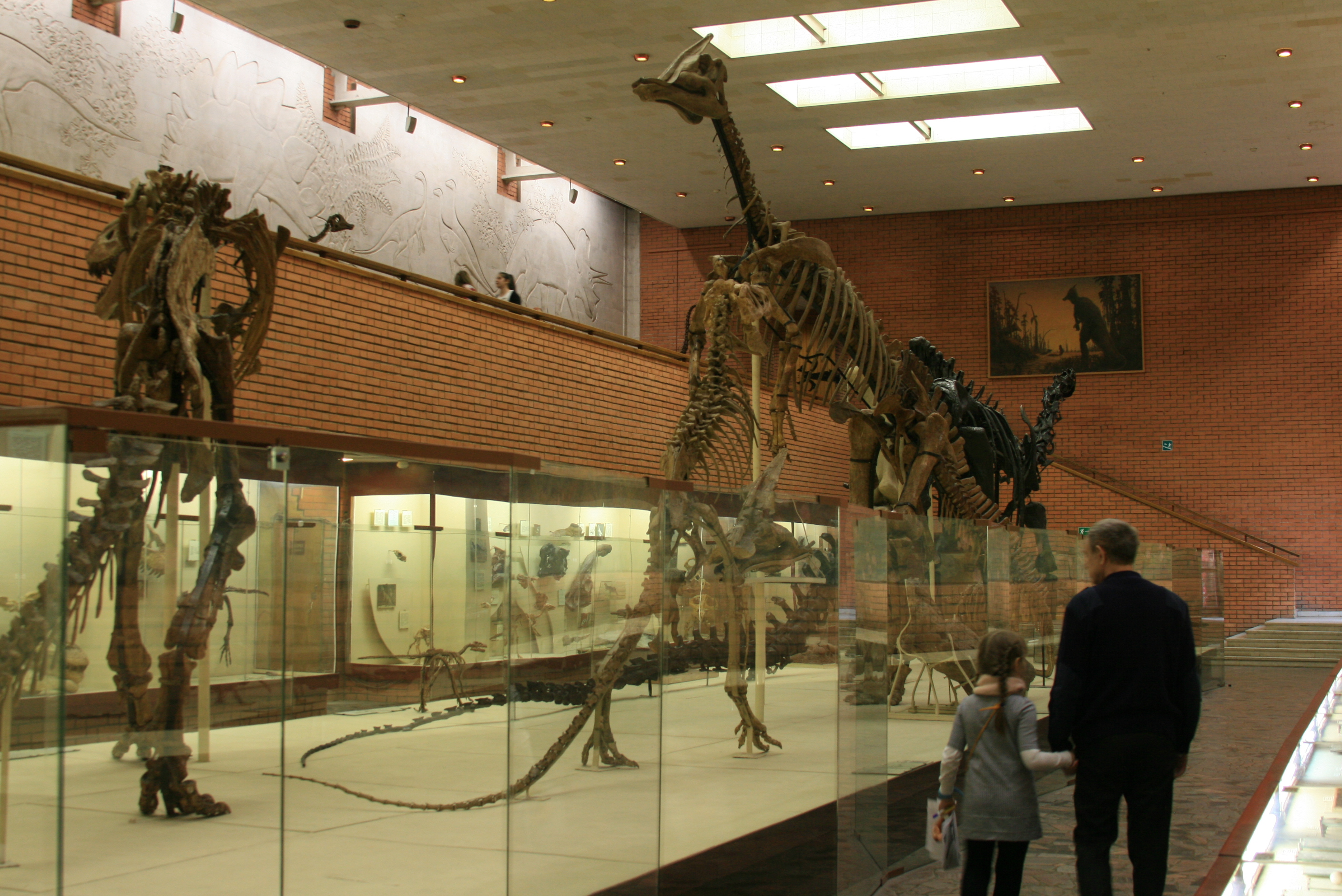
Museo Paleontológico de Moscú

Moscú es una de las pocas ciudades con monumentos paleontológicos de importancia mundial en su territorio. Uno de ellos es el río Gorodnya con sus afluentes, en cuyas orillas se encuentran afloramientos del Cuaternario y del Cretácico más antiguo. En los yacimientos del Coniaciense, cerca del lecho del arroyo del río Bolshaya Glinka, se descubrieron fósiles del molusco bivalvo Inoceramus kleinii y pasajes tubulares de animales excavadores, descritos en 2017 como una nueva icnoespecie Skolithos gorodnensis. En los yacimientos del Albiano se encontraron icnogéneros Diplocraterion, Planolites, Skolithos y posiblemente Ophiomorpha. En los depósitos cuaternarios del lecho del arroyo Bolshaya Glinka se descubrieron herramientas paleolíticas de sílex.
En 1878, el paleontólogo Hermann Trautschold descubrió la aleta izquierda de un ictiosaurio cerca del pueblo de Mnevniki, que más tarde pasó a formar parte de Moscú. En 2014, el animal recibió el nombre de Undorosaurus trautscholdi, en honor a su descubridor. Trautschold determinó que la edad de los sedimentos de los que se extrajo el espécimen era Kimmeridgiense, pero, según estudios más recientes, se formaron en la edad Tithoniense del Jurásico.
De los yacimientos moscovitas también se conocen foraminíferos y ammonites del Albiano.
En los museos de Moscú, como el Museo Orlov de Paleontología y el Museo Geológico Estatal Vernadsky, se exponen fósiles de diversos organismos.

## Demografía
El gentilicio de Moscú es moscovita. La población de Moscú es una mezcla de muchas nacionalidades. Los rusos son el grupo étnico más grande de Moscú con diferencia. Otras nacionalidades incluyen ucranianos, tártaros, bielorrusos y armenios, aunque no existen barrios étnicos separados. El gobierno ha procurado limitar el número de personas que vive en la ciudad.
Evolución demográfica de Moscú entre 1400 y 2002:
| - 1400: 40.000 - 1638: 200.000 - 1710: 160.000 - 1725: 145.000 - 1738: 138.400 - 1775: 161.000 - 1785: 188.700 - 1811: 270.200 - 1813: 215.000 - 1825: 241.500 - 1840: 349.100 - 1856: 368.800 | - 1868: 416.400 - 1871: 601.969 - 1888: 753.459 - 1897: 1.038.600 - 1912: 1.617.157 - 1920: 1.027.300 - 1926: 2.101.200 - 1939: 4.609.200 - 1959: 6.133.100 - 1979: 8.142.200 - 1989: 8.972.300 - 2002: 10.383.000 |

### Religión

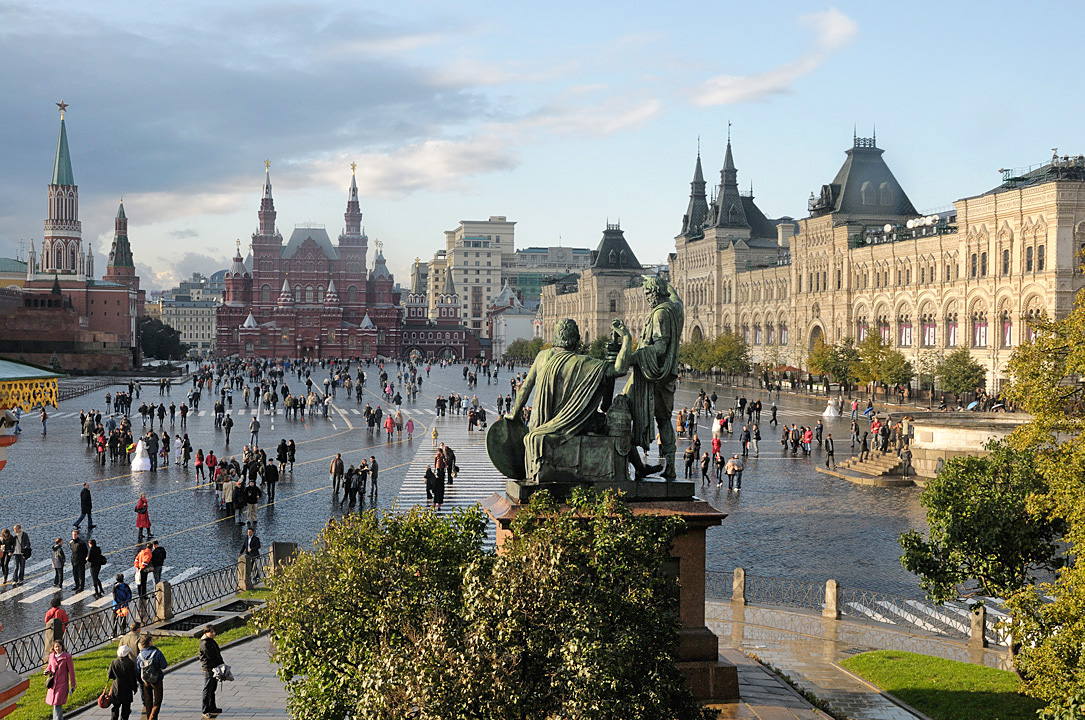
La plaza Roja, uno de los más célebres puntos de encuentro.

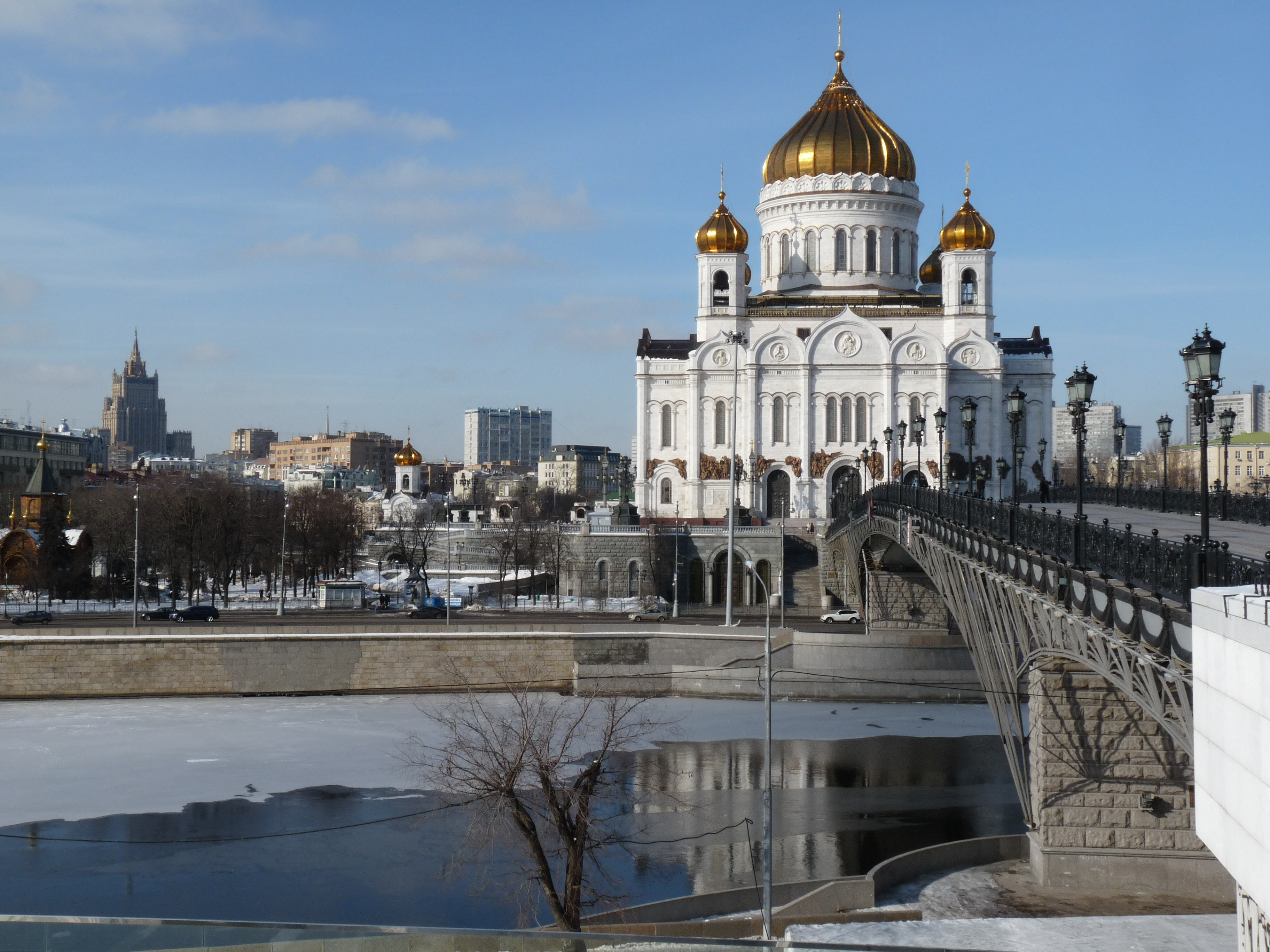
Catedral de Cristo Salvador de Moscú, demolida en la época soviética y reconstruida entre 1990–2000.

El cristianismo ortodoxo es la confesión predominante en la ciudad, de la que la Iglesia ortodoxa rusa es la que cuenta con mayor número de fieles. Moscú es la capital de Rusia del cristianismo ortodoxo. Ha sido la religión tradicional del país y se considera parte del "patrimonio histórico" de Rusia en una ley aprobada en 1997. Otras religiones practicadas en Moscú incluyen el islam, el protestantismo, el catolicismo, los viejos creyentes, el budismo y el judaísmo.
El Patriarca de Moscú es el jefe de la iglesia y reside en el monasterio de Danílov. Moscú fue llamada la "ciudad de 40 veces 40 iglesias" ("город сорока сороков церквей", "Górod Soroká Sorokov Tserkvey") antes de 1917. En 1918, Rusia se convirtió en un estado laico y la religión perdió su posición en la sociedad. Desde la desintegración de la Unión Soviética muchas de las iglesias destruidas antes de 1991 han sido restauradas y las religiones tradicionales, una vez más han ganado popularidad.
Mientras que la población musulmana de la ciudad se estima en 1,2-1,5 millones (de un total de 12 millones de habitantes), sólo había cuatro mezquitas de la ciudad a partir de 2010. A pesar de que se aprobó una mezquita adicional en el sureste, los activistas anti-mezquitas han bloqueado la construcción.
A partir de una encuesta oficial en 2012, el 52,8 % de la población de Moscú se adhiere a la Iglesia ortodoxa rusa, el 3 % declara ser cristiano genérico (excluyendo católicos y protestantes), el 2 % sigue a otras Iglesias ortodoxas, 1 % son eslavistas y otro 1 % viejos creyentes. Los musulmanes constituyen el 4 % de la población. El 5,2 % sigue otras religiones o no dan una respuesta a la encuesta. Además, el 19 % de la población declara ser "espiritual pero no religioso" y un 12 % ser ateísta.
La presencia judía en Moscú es de larga data, siendo principalmente de origen asquenazí.

## Economía

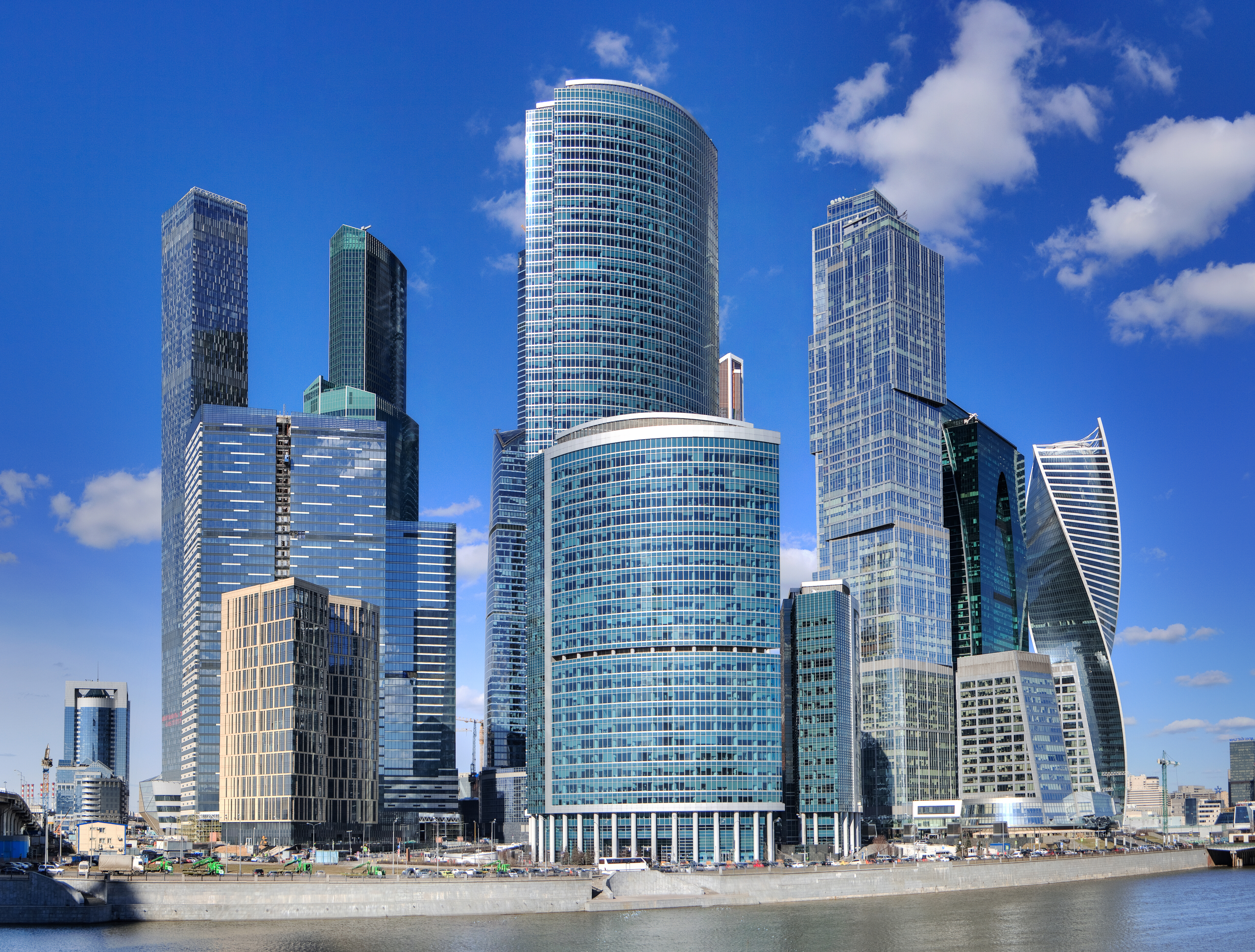
Centro Internacional de Negocios de Moscú

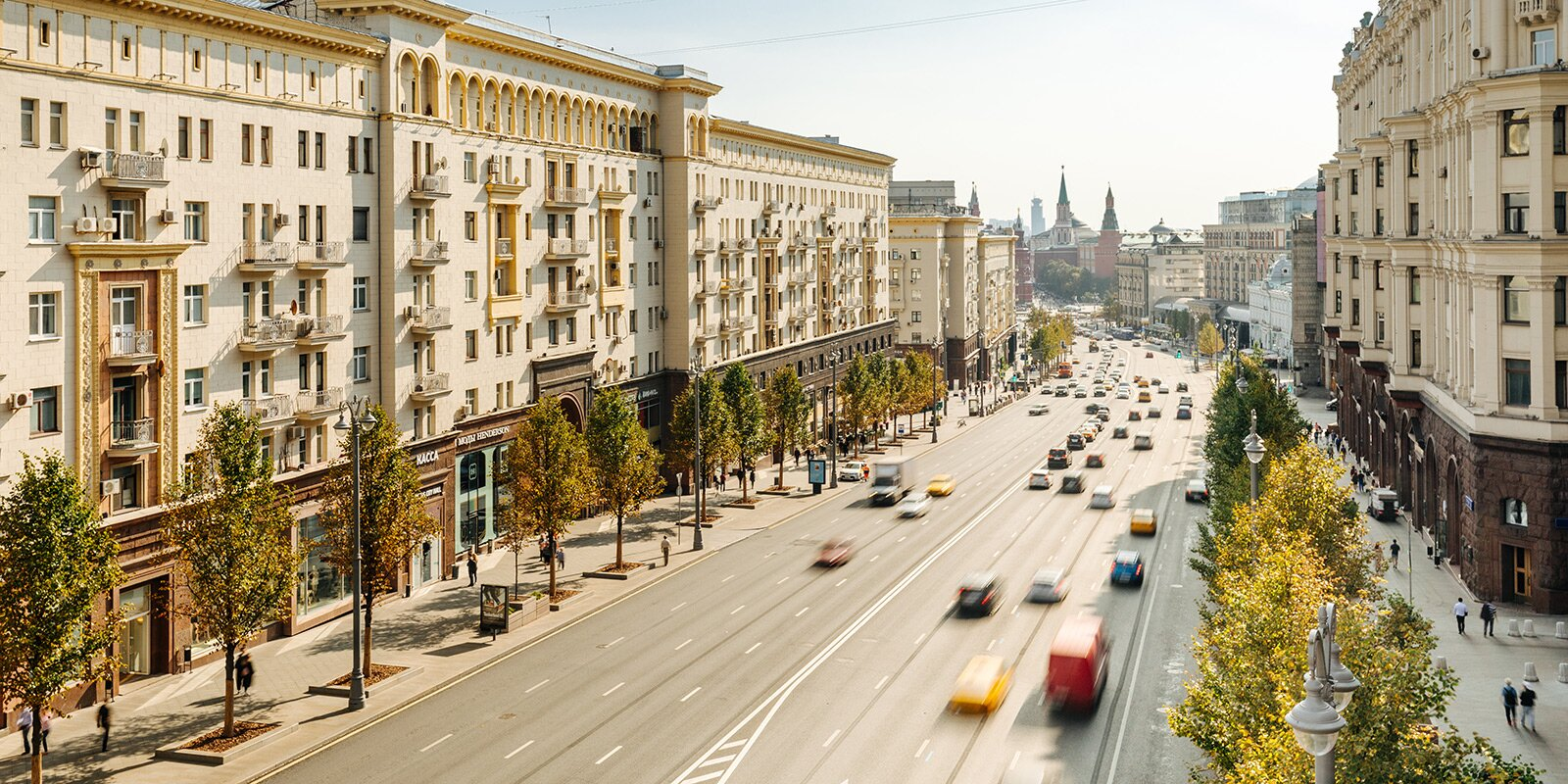
Calle Tverskaya en el centro de la ciudad

Desde la crisis financiera de Rusia de 1998, varios sectores han experimentado un importante crecimiento. Las industrias primarias en Moscú incluyen productos químicos, la metalurgia, el alimento, el textil, los muebles, la producción energética, desarrollo de software y las industrias de maquinaria. La actividad industrial de la capital rusa es muy importante, prueba de ello es que ocupa una sexta parte del volumen total de la industria de los países de la Comunidad de Estados Independientes.
Un reciente estudio elaborado por Mercer Human Resources Consulting reveló que la ciudad de Moscú es la más cara del mundo, superando a Tokio. Para este estudio, la consultora evaluó 144 urbes de todo el mundo siguiendo criterios en función del transporte, comida, vestimenta, bienes domésticos y costos de entretenimiento. Tras Moscú, las ciudades más caras son Seúl, Tokio, Hong Kong y Londres.
Una importante pieza de la economía rusa y sus beneficios es Moscú. En ella se concentran grandes compañías multinacionales y sucursales de todo tipo. Las lujosas oficinas y el estilo de vida de empleado de las compañías moscovitas la hacen indistinguible de cualquier ciudad de Europa Occidental. La capital rusa ostenta otro récord producto de un estudio, esta vez de la prestigiosa revista Forbes. Según se indica en esta publicación, Moscú es la ciudad donde residen más personas dueñas de fortunas superiores a 1000 millones de dólares. Al frente de la lista de "millonarios" con residencia en Moscú figura Román Abrámovich, magnate del petróleo y el aluminio y dueño de los clubes de fútbol Chelsea FC y CSKA de Moscú, con 12 000 millones de dólares. En esta ocasión, Moscú superó a Nueva York, que cuenta con 31 multimillonarios por los 33 de la ciudad rusa.
La fábrica de helicópteros Mil de Moscú es una de las líderes en producción, en Rusia y en el mundo, de helicópteros civiles y militares. La planta de Jrúnichev produce material aeronáutico y espacial para las estaciones MIR, Saliut y la EEI, así como cohetes Protón y misiles balísticos intercontinentales. Las plantas de automóviles ZIL, AZLK y Voitóvich están situadas en Moscú, mientras que la planta de vagones de metro Metrovagonmash se encuentra en los límites de la ciudad.
La destilería Kristall es la más antigua de Rusia y produce varios tipos de vodka, entre ellos el "Stolichnaya". Mientras que una amplia gama de vinos se producen en varias plantas moscovitas, incluida la Moscow Interrepublican Vinery. La Moscow Jewelry Factory y la Jewellerprom son las productoras de joyas más importantes de Rusia. Jewellerprom solía producir la Orden de la Victoria, la más alta condecoración militar que otorgaba la Unión Soviética en la Segunda Guerra Mundial. El mercado de la informática tiene oficinas y sucursales en Moscú de varias compañías de software, como Kaspersky, 1C Company, ABBYY y la desarrolladora de videojuegos Akella.
En el año 2018 en Moscú se jugarán 12 partidos del Campeonato Mundial de Fútbol. La realización del torneo será un estímulo adicional para el desarrollo de la economía de la ciudad, la infraestructura deportiva y turística, al igual que para el embellecimiento de su territorio.

### Coste de vida

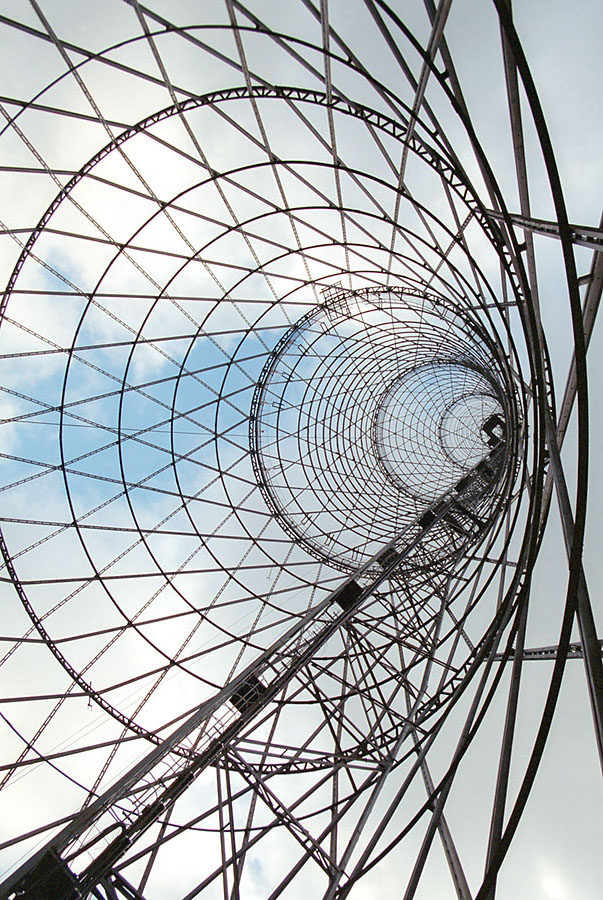
Torre de Shújov, Moscú.

Durante la época soviética los apartamentos eran prestados por el gobierno a las personas de acuerdo con una norma de metros cuadrados por persona (algunos grupos, como los artistas, héroes, científicos destacados tenían primas en función de su historial). La propiedad privada de los apartamentos se limitó hasta la década de 1990, cuando la gente se permitía a los derechos de propiedad seguros a los lugares que habitan. Desde la época soviética, los propietarios tenían que pagar el cargo por el servicio de sus residencias, una cantidad fija basada en las personas que viven por la zona. Debido a la situación económica actual, el precio de los bienes e inmuebles en Moscú sigue en aumento. Hoy en día, uno puede pagar 4000 dólares EE. UU. de promedio por metro cuadrado en las afueras de la ciudad, y entre 6000 y 7000 dólares por metro cuadrado en un barrio prestigioso. El precio de un piso a veces puede superar los 40 000 dólares americanos por metro cuadrado. Un piso típico de una habitación es de unos treinta y cinco metros cuadrados, un apartamento típico de dos habitaciones es de cuarenta y cinco metros cuadrados, y un piso típico de tres habitaciones es de setenta metros cuadrados. Algunos residentes de la ciudad han tratado de hacer frente al coste de la vida de sus apartamentos de alquiler y al mismo tiempo mantenerse en sus dachas (casa de campo) fuera de la ciudad.
Entre 2006 y 2008, Moscú fue nombrada como la ciudad más cara del mundo. Sin embargo en 2012 ocupó el cuarto puesto de Rusía.
En 2006, había 8,47 millones de moscovitas en edad de trabajar. 1,73 millones están empleados por el Estado, 4,42 millones están empleados por empresas privadas, y 1,99 millones están empleados por pequeñas empresas. Hay 74 400 desempleados registrados oficialmente en edad de trabajar, de los cuales 34 400 son elegibles para beneficios de desempleo.

## Cultura

### Arquitectura
En la ciudad conviven multitud de estilos arquitectónicos, desde edificios renacentistas hasta barrocos y arquitectura moderna.
En el centro histórico predominan los edificios prerrevolucionarios, cuya construcción data finales de siglo XIX y principios del XX, antes de la revolución de octubre de 1917. Destacan también los edificios del período estaliniano, estilo comprendido entre los años 1930 y 1950. Estas edificaciones suelen localizarse en las calles y avenidas más importantes de la ciudad, como la calle Tverskaya, y las avenidas Kutúzovski, Léninski y Leningradski.
Las Siete Hermanas son los siete rascacielos que existen en Moscú, llamados también rascacielos estalinistas. Tres de ellos están destinados a viviendas, pero los otros cuatro incluyen dos hoteles, la Universidad Estatal de Moscú y el Ministerio de Asuntos Exteriores. Por último se encuentra la arquitectura post-estaliniana, edificios más pequeños que los del período estalinista y construidos entre 1960 y 1970.
Otros tipos de edificación más moderna son los edificios ministeriales, que se construyeron entre los años 1970 y 1980 destinados, principalmente, a los empleados de los ministerios soviéticos y altos mandos del partido comunista.
Últimamente, las edificaciones tratan de adecuarse a la modernidad. Prueba de ello es el plan que está llevando a cabo el prestigioso arquitecto británico Norman Foster al construir una zona dedicada a los negocios conocida como Moscow City, a las orillas del río Moscova.

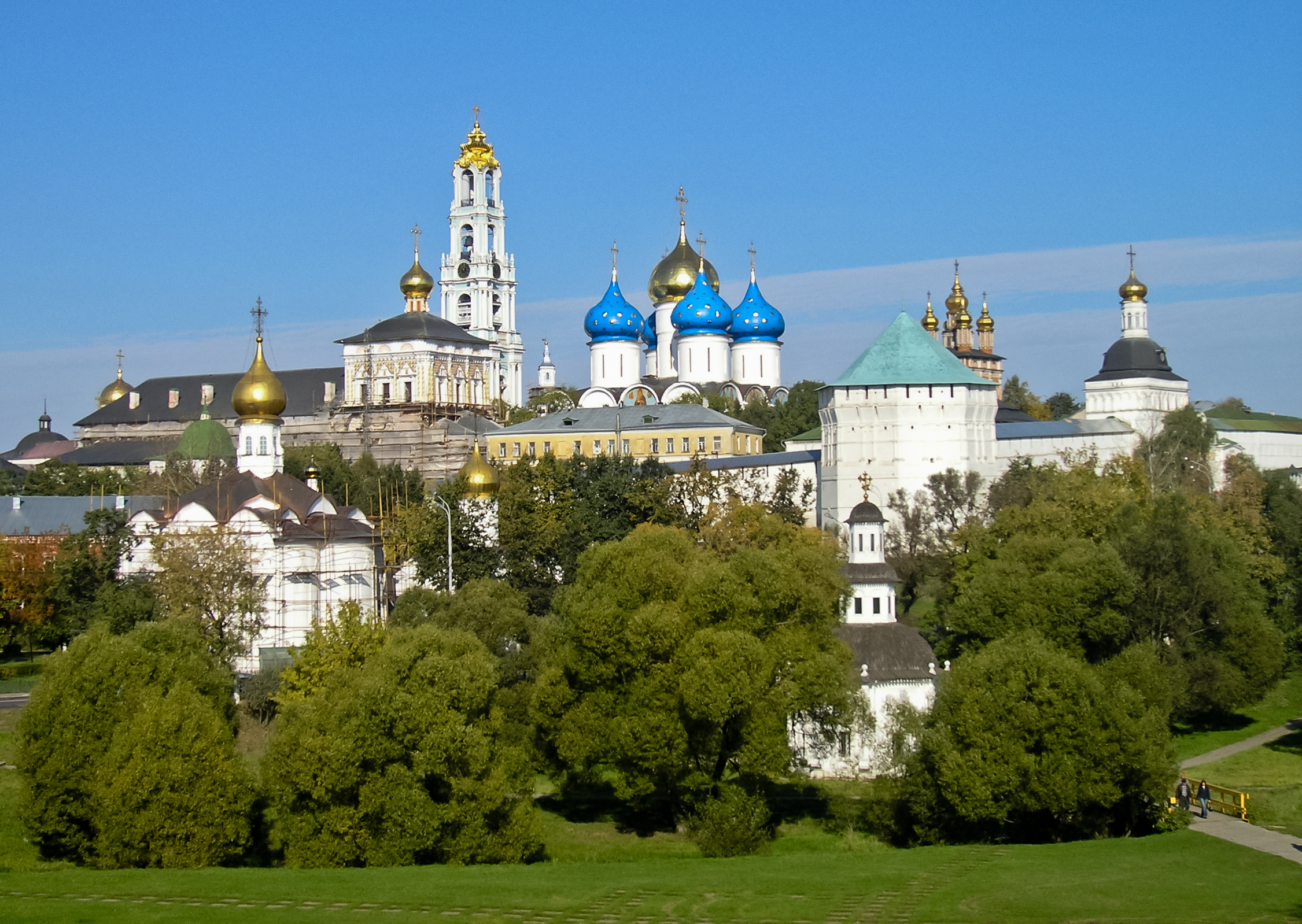
Monasterio de la Trinidad y San Sergio.

### Lugares destacados
Entre los lugares más famosos de Moscú se encuentran el Kremlin, la fortaleza de los zares, en él se encuentran varios palacios como el Gran Palacio del Kremlin o el Palacio de las Facetas; además de varios templos como la Catedral de la Dormición, la Catedral de la Anunciación o el Campanario de Iván el Grande de Iván III de Rusia, también conocido como Iván el Grande. Rodeando a todos los edificios están la Muralla, que incluye las torres del Kremlin. Desde 1990 el Kremlin fue incluido, junto con el conjunto de la plaza Roja, en la lista de Patrimonio de la Humanidad de Unesco.
Junto al Kremlin está la plaza Roja, con la famosa Catedral de San Basilio, finalizada en 1561 y mundialmente conocida por sus cúpulas de colores. En esta plaza también está el Museo Nacional de Historia, el Mausoleo de Lenin y el GUM, uno de los centros comerciales más grandes del mundo, construido en época soviética y después privatizado, pasando a ocuparse por las más elitistas marcas, el edificio que cuenta con un puente e innovadoras bóvedas de metal y cristal. Su arquitecto Vladímir Shújov fue responsable de construir varias de las señales de identidad de Moscú durante la época soviética; entre otras la Torre de Shújov, sólo una de muchas torres hiperboloide diseñadas por Shújov. Por su parte, el Museo Nacional de Historia fue mandado construir por el emperador Alejandro II en 1872. Las salas en que se dividen el museo están fielmente recreadas y decoradas con motivos de los distintos períodos a los que representa, que son desde la antigüedad hasta comienzos del siglo XX. Está considerado como el tesoro nacional de Rusia.

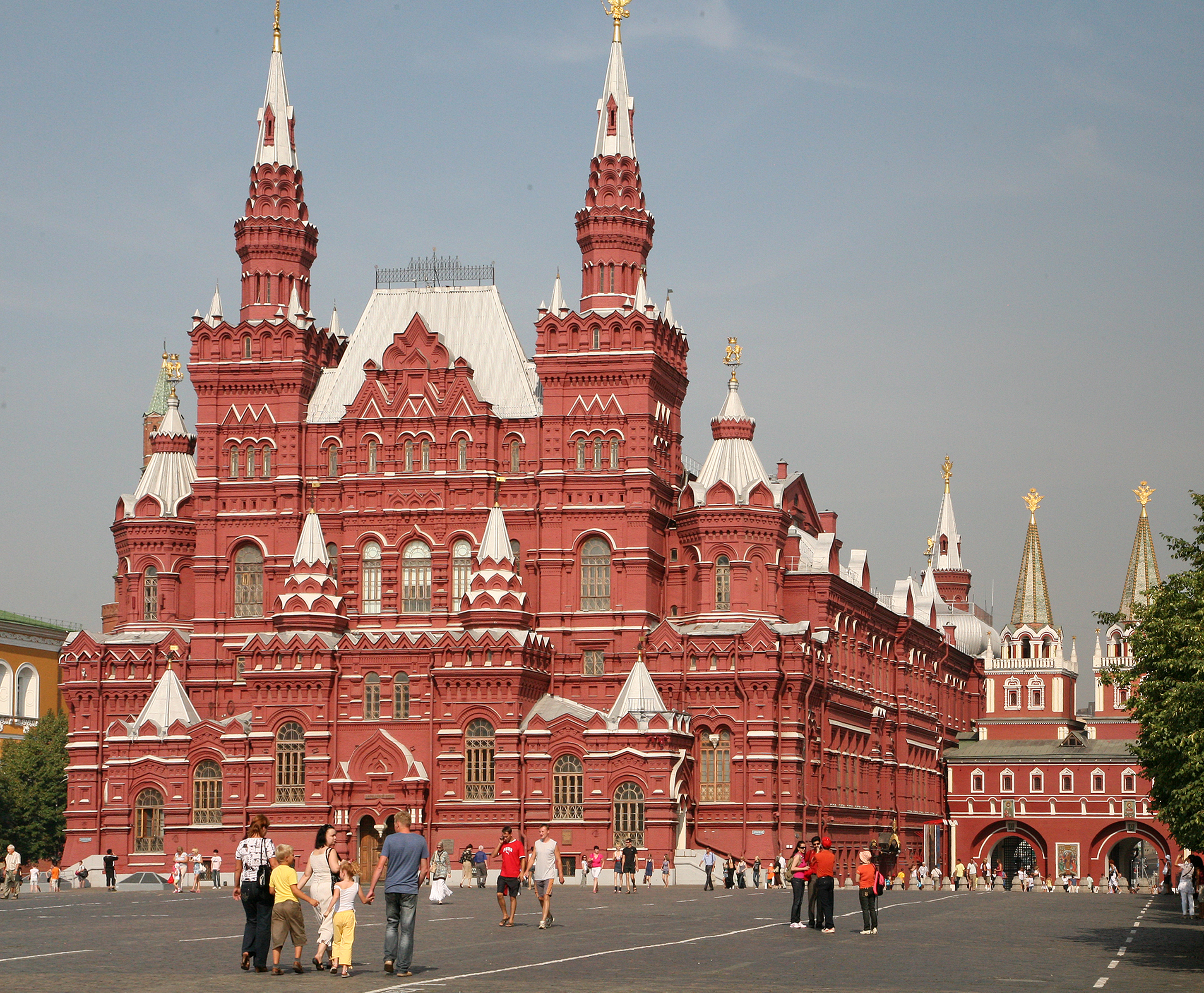
Museo Nacional de Historia.

Las iglesias y monasterios de Moscú son muy numerosos, pese a que se han perdido muchos debido a las demoliciones de los soviéticos como el monasterio de los Milagros y el monasterio de la Ascensión de Cristo en el Kremlin. Sin embargo aún se conservan gran cantidad de edificios religiosos de indudable valor histórico. El monasterio de San Daniel es uno de los que mejor estado presentan, cuya edificación data de 1282. En él fue enterrado Daniel, el hijo de Aleksandr Nevski. Posteriormente fue transferido al Kremlin y restaurado por Iván el Terrible. El Alto Monasterio de San Pedro fue fundado por el hijo de Daniel, Iván I el Kalitá, pese a que debe su nombre a Pedro el Grande.

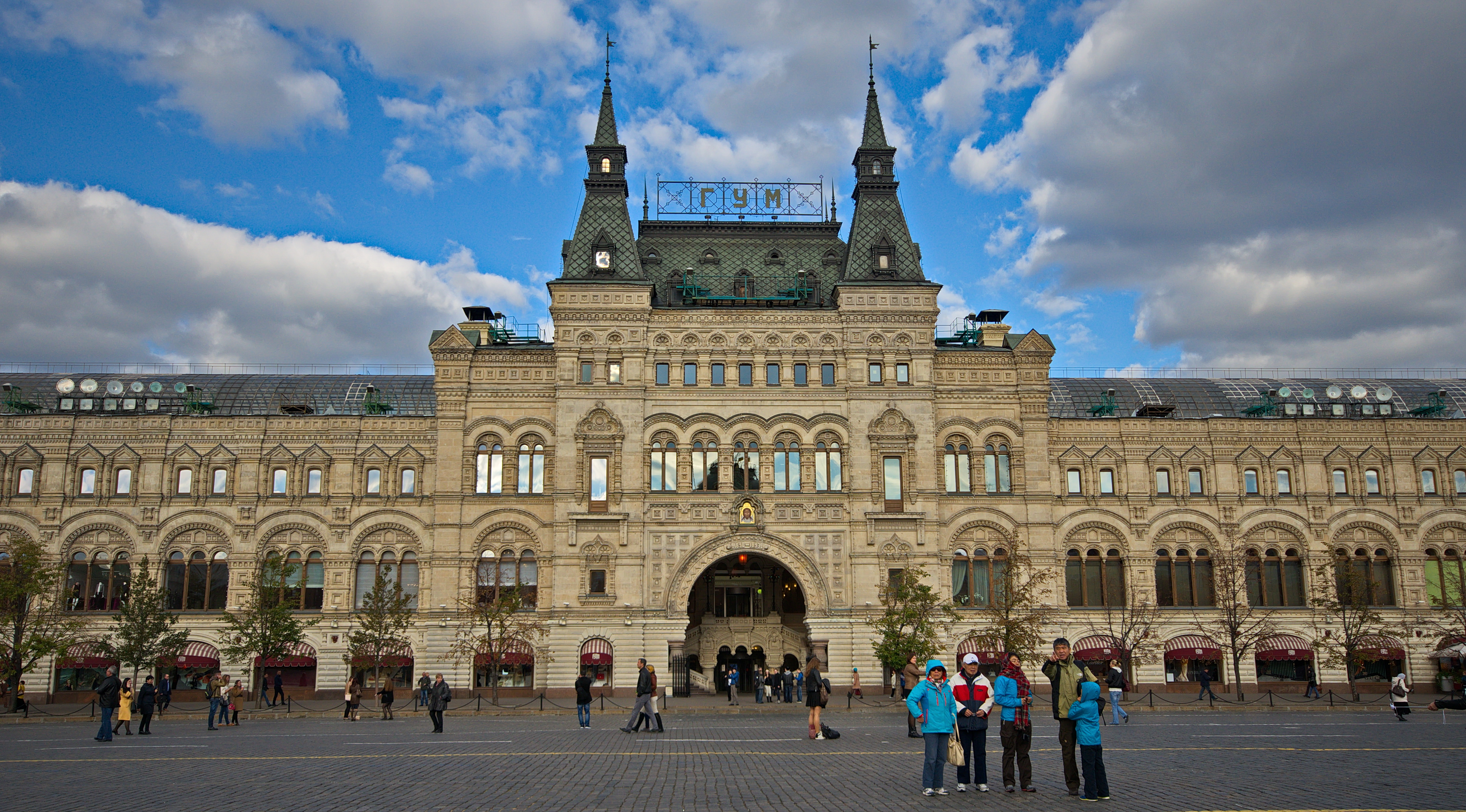
GUM, arquitectos A. Pomerántsev y V. Shújov.

Otro monasterio notable de la ciudad es el Nuevo Monasterio de Nuestro Salvador, que salvaguarda a Moscú desde la orilla. Su construcción data del siglo XV y en él descansan los restos de la familia Románov. Otro monasterio notable es Monasterio Novodévichy, proclamado Patrimonio de la Humanidad en 2004. Por último y no menos importantes son los monasterios en los alrededores de Moscú: el Monasterio de la Trinidad y San Sergio en Sérguiev Posad (considerado como La Meca de la Iglesia ortodoxa rusa y declarado Patrimonio de la Humanidad por la Unesco), el monasterio de Volokolamsk de San José y el Monasterio de la Nueva Jerusalén cerca de la ciudad de Istra.
La ciudad posee, además de algunas joyas arquitectónicas de la antigüedad, ejemplos de arquitectura soviética como los rascacielos soviético-estalinistas denominados «las siete hermanas» ya que son siete edificios de similar diseño; entre ellos destaca la Universidad Estatal de Moscú y el hotel Ucrania. Otra obra de época soviética es el Metro de Moscú, una red de metro suntuosamente decorada y denominada por Stalin como «los palacios del pueblo». El parque Gorki ofrece sus jardines para el descanso y la recreación.

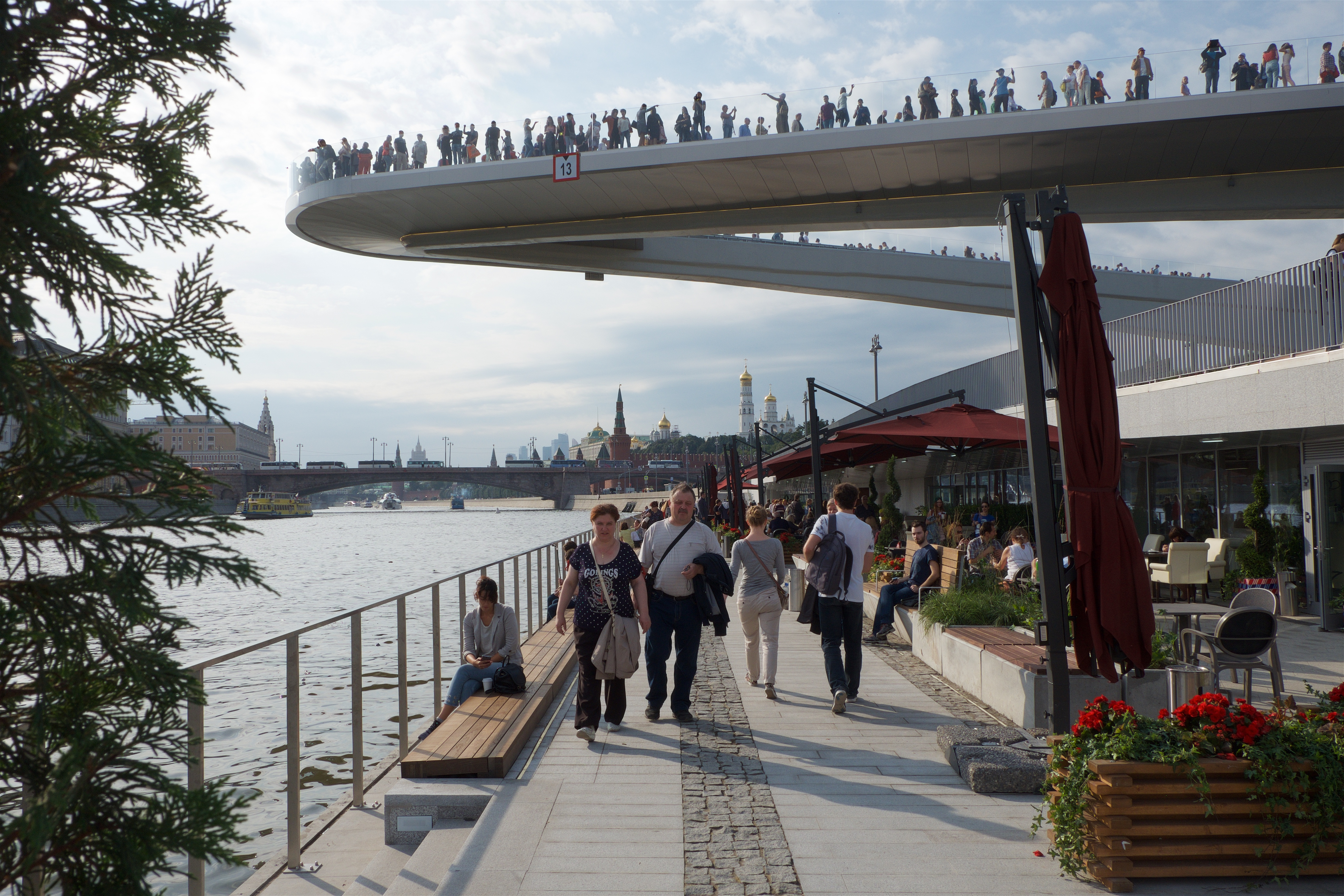
Parque Zaryadye

Recientemente, tras la disolución de la URSS fue reconstruida la catedral del Cristo Salvador con base en los planos originales de la catedral, demolida tras la revolución de 1917. También destaca la reconvertida Exposición del Progreso de la Economía Nacional y las hacienda-museo de Tsarítsino, Kolómenskoe y Kuskovo.
El parque Zaryadye se encuentra en una zona céntrica, a pasos de la Catedral de San Basilio, la plaza Roja y el Kremlin, y fue construido en 2017.

### Arte
En Moscú están los frescos e iconos más importantes de Rusia. Precisamente, en el segundo tercio del siglo XIV apareció en la ciudad la escuela de Moscú de la pintura de icono, impulsada por artistas como Prójor de Gorodéts, Daniel el Negro y Andréi Rubliov. Son varios los edificios históricos que contienen iconos de estos artistas, como en las catedrales del Kremlin, la catedral de la Asunción o la iglesia de la Aparición de la Virgen. Los frescos suelen encontrarse en muchas iglesias moscovitas. Los frescos más notables están en iglesias como la de Santa Trinidad en Nikítniki, la catedral del monasterio Srétenski o la iglesia de San Juan el Guerrero.

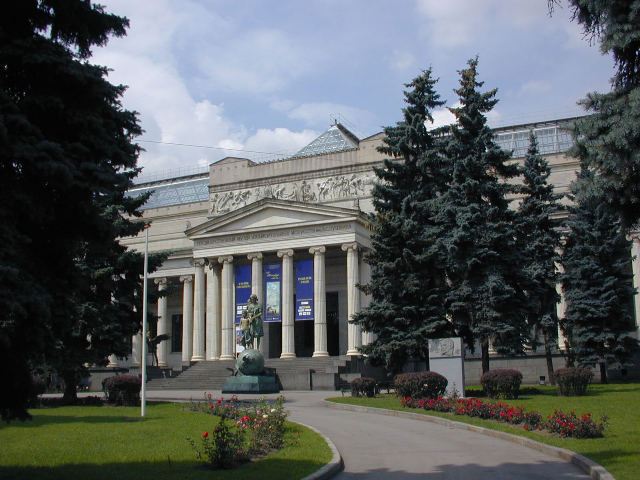
Museo de Bellas Artes Pushkin.

La galería nacional de arte Tretyakóv es el más importante de Moscú, gracias, en parte, a su colección de arte prerrevolucionario ruso. La galería, y por supuesto su nombre, está estrechamente relacionada con la vida de un mecenas local, Pável Tretiakov, hombre dedicado a la colección de obras de arte y que impulsó la creación de la galería. De hecho, en 1872 la colección artística de Tretiakov contaba con cerca de 500 obras. Tras su muerte, la dirección de la construcción de la galería la dirigió el propio gobernador de Moscú.
Otro de los edificios culturales fundamentales de Moscú es el Museo de Bellas Artes Pushkin, abierto al público el 31 de mayo de 1912. Destaca sobremanera la colección de obras impresionistas y post-impresionistas y algunos de los artistas que pueden encontrarse en el museo incluyen a Pablo Picasso, Claude Monet, Auguste Renoir, Vincent Van Gogh o Auguste Rodin. Entre todas las obras sobresalen dos Rembrandt, dos Rubens, tres retratos de Van Dyck, un cuadro de El Greco y otro de Sandro Botticelli.

### Teatros
Moscú es considerada una de las mayores capitales culturales del mundo.[cita requerida] Su Teatro Bolshói (en español Gran Teatro) es quizá el emblema teatral de la ciudad, sede de espectáculos de ópera y ballet ruso, donde se representan las obras de los compositores rusos como Glinka o Rimski-Kórsakov, y es la sede de la Compañía de Ballet del Bolshói, que contó con la actuación de Maya Plisétskaya y Mijaíl Barýshnikov. El edificio es una de las obras más importantes del clasicismo ruso, cuya construcción corrió a cargo de Joseph Bové, arquitecto ruso, en 1824, siendo restaurado en 1854 tras un incendio. Está situada en uno de los emplazamientos clave de la ciudad, la plaza Teatral.

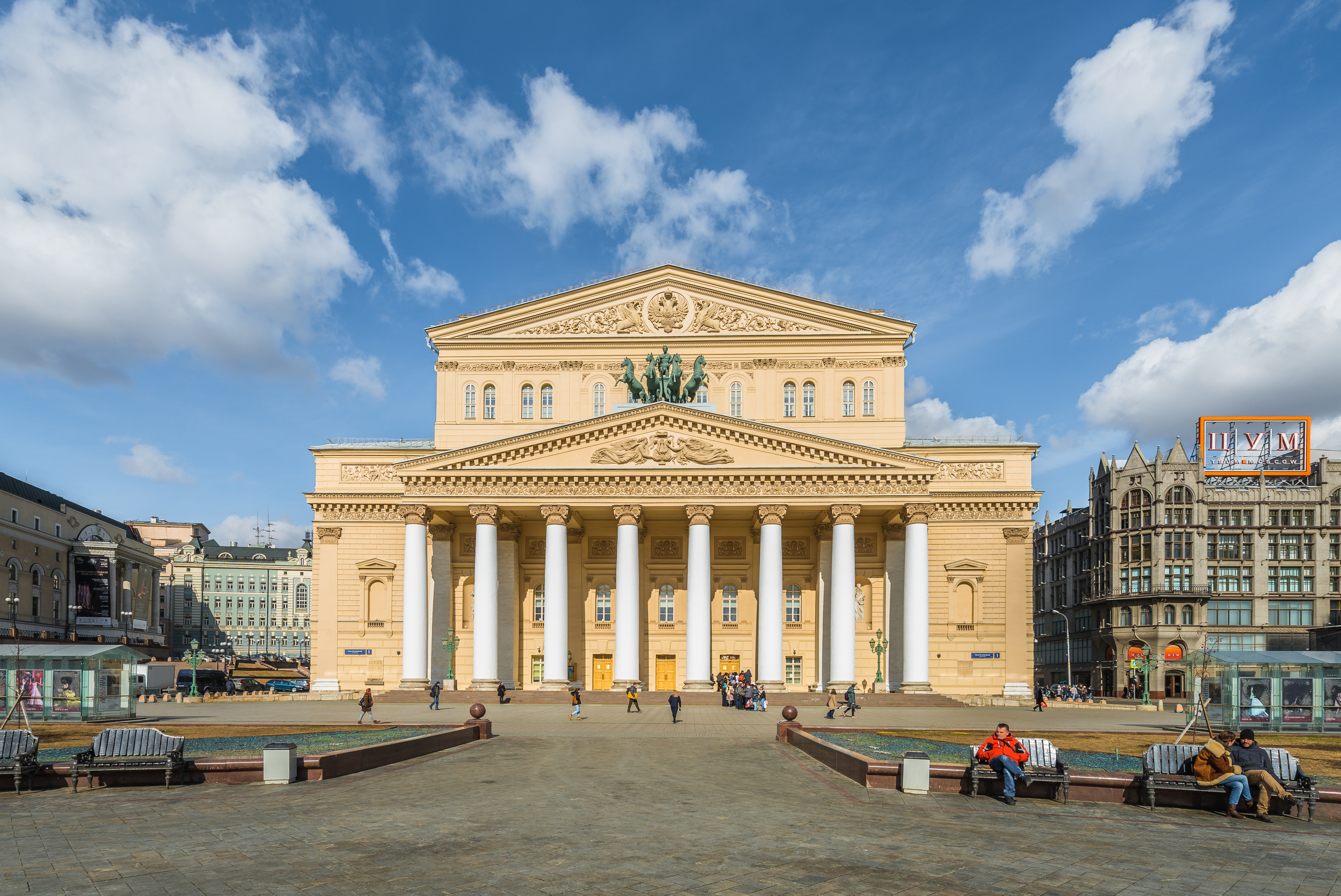
Teatro Bolshói.

El Teatro Maly (en español Teatro Pequeño) ofrece obras de teatro clásicas, el conservatorio con sus salas grande y pequeña ofrece música clásica, coral o de órgano. Muchas otras salas aportan diversidad cultural a Moscú. Otros teatros importantes de Moscú son el teatro Taganka de Yuri Lubímov, el teatro musical de Stanislavski y de Nemiróvich-Dánchenko o la Sala de conciertos de Chaikovski, un gran auditorio frecuentado por músicos y bailarines.
Uno de los centros culturales más importantes con respecto al teatro moscovita es el Museo de Teatro Bajrushin, que originariamente era una finca que Alekséi Bajrushin convirtió en 1894 en el primer museo del arte teatral. En 1913 lo cedió a la ciudad de Moscú. Actualmente el museo Bajrushin alberga una colección que contiene 1,5 millones de todo tipo de objetos auténticos relacionados con cada uno de los períodos de la historia del teatro. Está situado cerca de la estación de metro Pavelétskaya.

## Educación

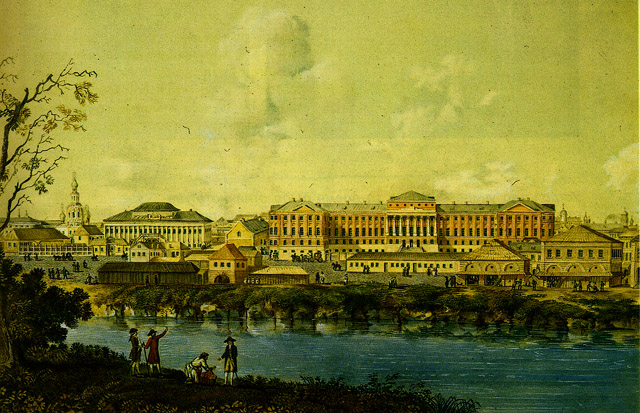
Antiguo edificio de la Universidad de Moscú en la calle Mojovaya (actualmente sede de la Facultad de periodismo).

Hay 1696 escuelas secundarias en Moscú, así como 91 centros de estudios superiores. Además de estos, hay 222 instituciones que ofrecen educación superior en Moscú, incluyendo 60 universidades estatales, y la Universidad Estatal de Moscú M.V. Lomonósov, que fue fundada en 1755. El edificio más importante de la universidad principal está situado en la colina de los Gorriones (Vorobiovy Gory), tiene una altura de 240 metros y una vez terminado, fue el edificio más alto fuera de los Estados Unidos. La universidad cuenta con más de 30 000 estudiantes de pregrado y más de 7000 estudiantes de posgrado, que tienen una opción de veinte y nueve facultades y 450 departamentos de estudio.
Además, aproximadamente 10 000 estudiantes de secundaria toman cursos en la universidad, en la que trabajan más de dos mil investigadores. La biblioteca de la Universidad Estatal de Moscú contiene más de nueve millones de libros, por lo que es una de las mayores bibliotecas de toda Rusia. Su fama en toda la comunidad académica internacional ha significado que más de 11 000 estudiantes extranjeros se han graduado de la universidad, con muchos que vienen a Moscú a aprender el idioma ruso.
La Universidad Técnica Estatal Bauman de Moscú, fundada en 1830, está situada en el centro de Moscú y ofrece más de 18 000 plazas de estudiantes de pregrado y 1000 de postgrado con una educación en ciencia e ingeniería que ofrece una amplia gama de grados técnicos. Desde que abrió la matrícula a los estudiantes de fuera del país en 1991, esta universidad ha aumentado su matrícula internacional para un máximo 200 alumnos extranjeros.
El Conservatorio de Moscú, fundada en 1866 es una destacada escuela de música de Rusia, cuyos graduados incluyen a Serguéi Rajmáninov, Aleksandr Skriabin, Aram Jachaturián, Mstislav Rostropóvich, y Alfred Schnittke.
La Universidad Panrusa Guerásimov de Cinematografía, abreviado como VGIK, es la institución educativa en cinematografía más antigua del mundo, fundada por Vladímir Gardin en 1919. Serguéi Eisenstein, Vsévolod Pudovkin y Alekséi Batálov figuran entre sus más distinguidos profesores y Mijaíl Vartánov, Serguéi Paradzhánov, Andréi Tarkovski, Nikita Mijalkov, Eldar Riazánov, Aleksandr Sokúrov, Yuri Norstein, Aleksandr Petrov, Vasili Shukshín y Konrad Wolf, entre los alumnos más distinguidos.
La Universidad de Relaciones Internacionales del Ministerio de Asuntos Exteriores de Rusia, abreviada como MGIMO, fue fundada en 1944, en Rusia sigue siendo la escuela más conocida de relaciones internacionales y diplomacia, con seis escuelas diferentes que se centran en las relaciones internacionales. Alrededor de 4500 estudiantes conforman el cuerpo estudiantil de la universidad y más de 700 000 rusos y extranjeros han pasado por sus aulas. Se pueden encontrar más de 20 000 libros raros en la biblioteca de esta universidad.
Entre otras instituciones destacadas están el Instituto de Física y Tecnología de Moscú, también conocido como Phystech, el Instituto de Aviación de Moscú y el Instituto de Ingeniería Física de Moscú. El Instituto de Física y Tecnología ha impartido clase a numerosos ganadores del Premio Nobel, incluidos Piotr Kapitsa, Nikolái Semiónov, Lev Landáu y Aleksandr Prójorov, mientras que el Instituto de Ingeniería Física es conocido por su investigación en física nuclear. Otras instituciones, como la Academia Financiera, la Universidad Estatal de Gestión, la Academia de Economía Plejánov y la Escuela Superior de Economía ofrecen títulos en la gestión y la teoría económica.
Aunque Moscú desde la era soviética tiene una serie de famosas instituciones de educación superior, la mayoría de las cuales se orientan más hacia la ingeniería o la ciencia fundamental, en los últimos años Moscú ha visto un crecimiento significativo en el número de instituciones privadas o comerciales que ofrecen clases de negocios y administración de empresas. Las instituciones de Moscú, así como el resto de la Rusia postsoviética, han comenzado a ofrecer nuevos certificados internacionales y posgrados, entre ellos el Master in Business Administration (MBA). El intercambio de estudiantes con diferentes programas (sobre todo de Europa) también se ha multiplicado en las universidades de Moscú, mientras que en muchas escuelas de la capital de Rusia también se ofrecen seminarios, conferencias y cursos para empleados y empresarios.
Moscú es conocida como uno de los más importantes centros científicos de Rusia. La sede de la Academia rusa de las Ciencias se encuentra en Moscú, así como numerosas investigaciones y ciencia aplicada.
El Instituto Kurchátov, es el líder de investigación y desarrollo institucional en el ámbito de la energía nuclear en Rusia. Fue donde se construyó el primer reactor nuclear en Europa. El Instituto Landau de Física Teórica del Instituto de Teórica y Física Experimental, el Instituto Kapitsa de Problemas de Física y el Instituto Steklov de Matemáticas, están todos situados en Moscú.
Existen 452 bibliotecas en la ciudad, entre ellas 168 para niños. La Biblioteca del Estado de Rusia fundada en 1862 y alberga en su interior más de 275 kilómetros de estanterías y cuarenta y dos millones de artículos, incluidos más de diecisiete millones de libros y volúmenes de serie, trece millones de revistas, 350 000 partituras musicales y grabaciones sonoras y 150 000 mapas, por lo que es la biblioteca más grande de Rusia y una de las mayores del mundo. Los artículos en 247 idiomas diferentes componen aproximadamente el veinte y nueve por ciento de la colección.
La Biblioteca Histórica Pública, fundada en 1863, es la mayor biblioteca especializada en la historia rusa. Su colección contiene cuatro millones de artículos en 112 idiomas (incluidos 47 idiomas de la antigua Unión Soviética), en su mayoría en ruso. También trata la historia mundial, heráldica, numismática y la historia de la ciencia.

## Deporte
Moscú siempre ha estado ligada al deporte. Desde los tiempos de la URSS, donde dominaron varias modalidades deportivas, hasta ahora, la capital rusa cuenta con instalaciones del más alto nivel como el estadio Olímpico Luzhnikí (estadio élite por la UEFA) que han llevado a la ciudad a ser sede de los Juegos Olímpicos de 1980, a presentarse sin éxito finalmente a los de 2012 y albergar eventos internacionales tales como la final de la UEFA Champions League de 2008. La capital fue una de las sedes de la Copa Mundial de Fútbol de 2018.

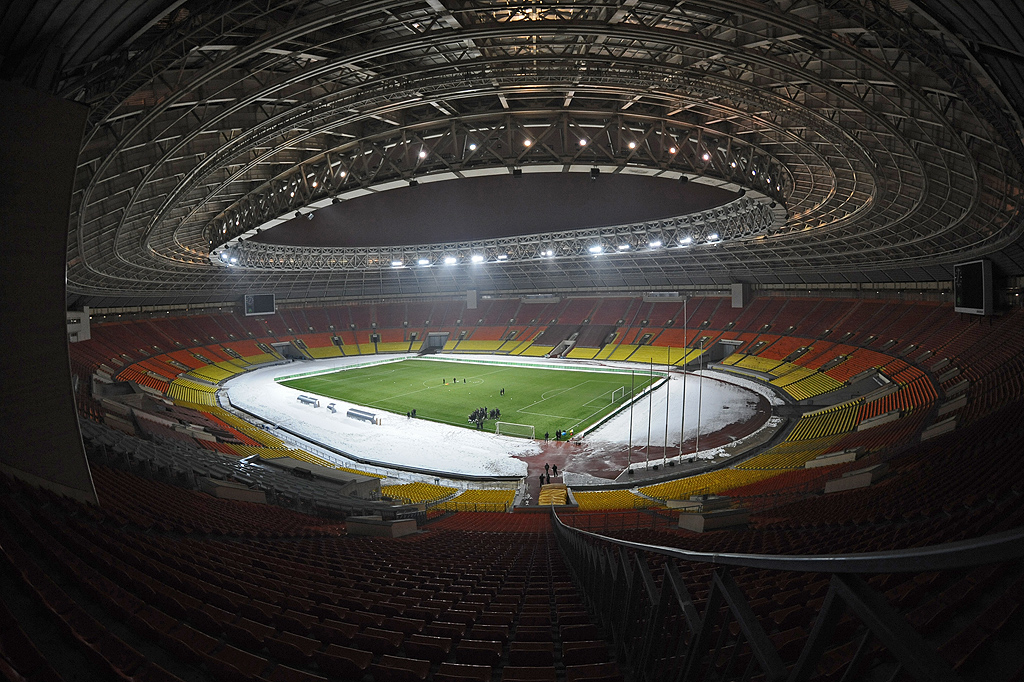
Estadio Olímpico Luzhnikí, el estadio más grande de Rusia.

En Moscú hay multitud de deportes que gozan de un gran éxito entre la población. El fútbol, evidentemente, es uno de ellos, a la vez que el baloncesto, el hockey sobre hielo o el ajedrez. En todas las modalidades, tanto clubes como deportistas individuales han ganado trofeos internacionales. También hay siete pistas de carreras de caballos, siendo el Hipódromo Central de Moscú, fundada en 1834, el más grande.
En el fútbol, la tradición es larga y la rivalidad es máxima, ya que los clubes moscovitas estaban todos ligados a un sector de la sociedad y política soviética (excepto el Spartak). El club más laureado es el Spartak de Moscú con 12 Ligas de la URSS y 10 ligas de la Rusia actual, aunque no cuenta con ningún título internacional. Disputa sus partidos en el Otkrytie Arena.

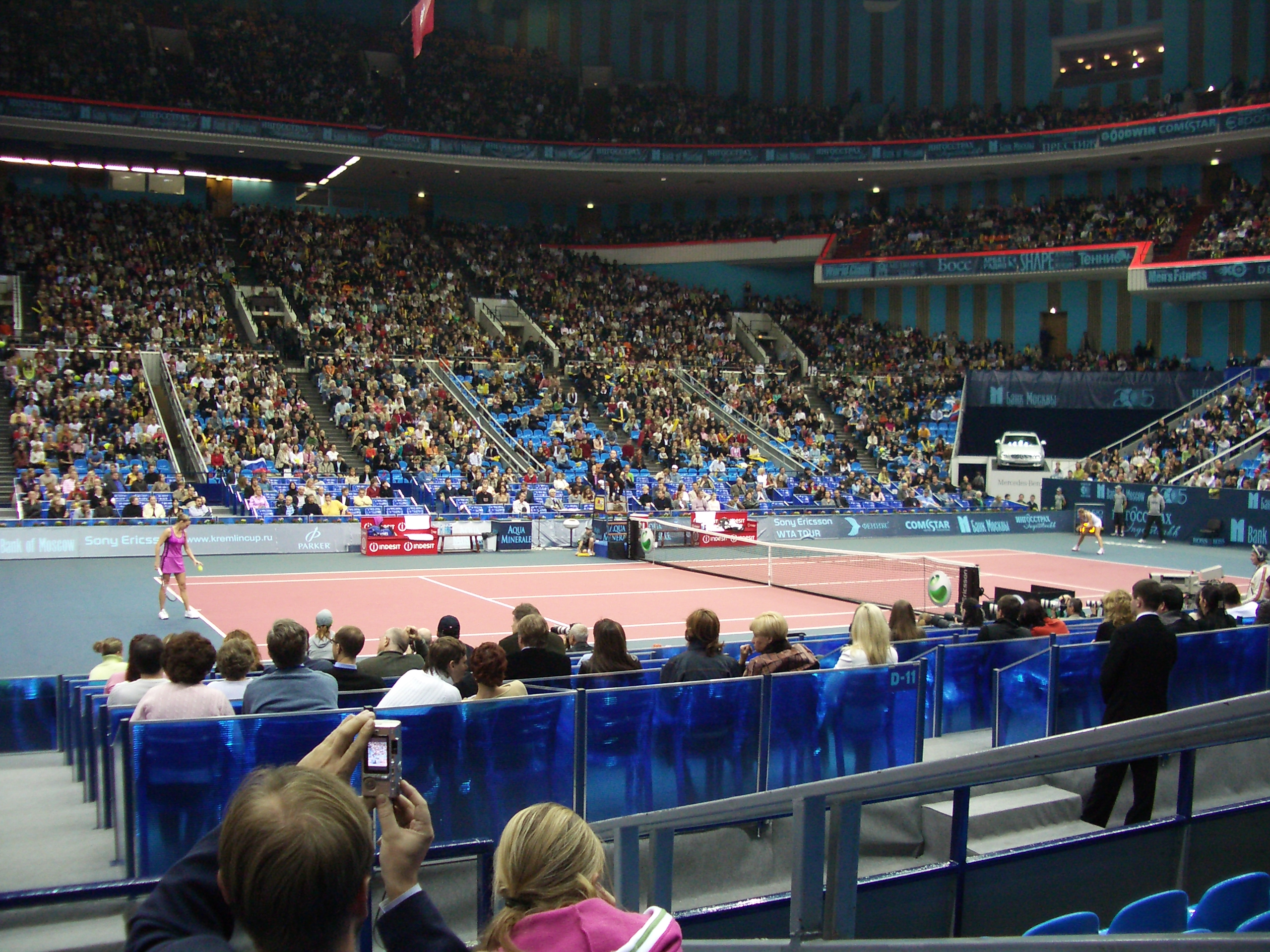
Semifinal de la Copa Kremlin 2005 en el Olimpiyski.

Le siguen el F. K. Dinamo Moscú con 11 ligas soviéticas por ninguna del formato ruso actual. Su mayor hito internacional fue el subcampeonato de la Recopa de 1972, ya que perdió por 3-2 ante el Glasgow Rangers en la final disputada en el Camp Nou. El Dinamo, que era el equipo del Ministerio de Interior soviético, disputa sus partidos locales en el viejo Estadio Dinamo. Otro de los clubes moscovitas es el PFC CSKA Moscú, equipo que tiene 7 campeonatos soviéticos, 3 rusos y una Copa de la UEFA, lograda en 2005 ante el Sporting de Portugal. El club, cuyo dueño es el multimillonario Román Abramóvich, disputa también sus partidos en el Estadio Dinamo a la espera de la construcción de uno nuevo propio. El CSKA era el equipo del ejército soviético. Por su parte, el Lokomotiv de Moscú era el equipo ligado a los trabajadores del ferrocarril y cuenta con dos ligas rusas. Juega como local en el moderno Estadio Lokomotiv. El último equipo moscovita de la Liga Premier es el FC Moscú, el más joven de ellos. Fue fundado en 1997 y no tiene ningún título oficial en sus vitrinas. Disputa sus partidos como local en el Estadio Torpedo. Por último, cierra la lista de equipos moscovitas el histórico Torpedo de Moscú, que actualmente vive sumido en una crisis deportiva que le mantiene en la Segunda división rusa. El Torpedo representa a los trabajadores del sector del automóvil, cuenta con 3 ligas soviéticas y juega como local también en Luzhniki.
Otro rasgo característico de algunos clubes moscovitas es que son equipos multideportivos. Los dos más importantes son el CSKA Moscú y el Dinamo de Moscú. El primero tiene secciones de fútbol, baloncesto y hockey sobre hielo, mientras que el Dinamo cuenta con fútbol, baloncesto, vóleibol, hockey sobre hielo y bandy.
Moscú acoge el Palacio de gimnasia rítmica Irina Viner-Usmanova, situado en el Complejo Olímpico Luzhniki. La construcción de la instalación deportiva empezó en 2017, mientras la inauguración se celebró el 18 de junio de 2019. El inversor del proyecto es el multimillionario Alisher Usmanov, marido de la ex gimnasta y entrenedora de gimnasia rítmica Irina Viner-Usmanova. La superficie total del edificio es de 23 500 m², que comprenden 3 gimnasios, vestuarios, salas para los árbitros y los entrenedores, saunas, una cantina y una cafetería, 2 salónes de baile, un Centro médico, un espacio dedicado a los periodistas, un espacio museístico y un albergue para los atletas.
En baloncesto, los dos grandes son el PBC CSKA Moscú y el MBC Dinamo Moscú. El CSKA es, sin duda, el equipo más laureado del básquet ruso y uno de los más importantes de Europa, ya que posee en sus vitrinas 6 Euroligas, 25 ligas de la URSS y 14 ligas rusas. El Dinamo, por su parte, cuenta con una Copa ULEB y dos ligas soviéticas.
Mientras tanto, en hockey sobre hielo destacan nuevamente los dos equipos anteriores. La sección de hockey del CSKA es el HC CSKA Moscú y es el equipo más importante. Otros clubes moscovitas son el HC Dinamo Moscú, el Krylia Sovétov Moscú y el HC Spartak Moscú. El estadio más importante de hockey sobre hielo es el moderno Jodynka Arena, que fue sede del Campeonato Mundial de Hockey sobre Hielo Masculino de 2007. Sin embargo, es un estadio multiusos ya que alberga combates de boxeo y partidos de la Euroliga de baloncesto.
Otro de los deportes más populares de Moscú, y en general de toda Rusia, es el tenis. La ciudad siempre ha dado grandes talentos de este deporte, tanto en su versión masculina como femenina. Destacados tenistas moscovitas son, entre otros, Marat Safin, María Kirilenko, Anna Kúrnikova, Anna Chakvetadze, Ígor Andréiev, Mijaíl Yuzhny, Yelena Deméntieva o Vera Zvonariova. Uno de los torneos de la ATP y la WTA es el Torneo de Moscú, también conocido como Copa Kremlin, que se disputa en el Estadio Olimpiski.
Se está terminando, además, la reconstrucción de otros estadios, como Dinamo, Streltsov. En agosto de 2014 fue puesto en explotación el estadio Otkritie Arena, en agosto de 2016 – Arena CSKA, y en 2017, Luzhnikí. Junto a estos estadios, acogerá los juegos de la Primera Liga otro estadio moscovita, Lokomotiv. En 2018 Luzhnikí y Otkrítie Arena acogerán los juegos del Campeonato Mundial de Fútbol 2018. Luzhnikí albergará, además, los partidos de la apertura y de la final del torneo.

### Campeonato Mundial 2018 en Moscú
Dos estadios de la ciudad albergaron los partidos del Campeonato Mundial de Fútbol: Luzhnikí y Otkritie Arena.
En la capital se jugaron 12 partidos del Campeonato. 11 regiones municipales ya están preparando bases de entrenamiento para los deportistas.
Luzhnikí es el estadio más grande de Rusia. Su capacidad llega a 81 000 de espectadores. Tiene 102 palcos para los espectadores vip, 2000 asientos para los periodistas y 300 asientos para las personas con discapacidad. En la reconstrucción del estadio se invirtieron 24 000 millones de rublos. En 2017 la arena fue reconocida como el mejor estadio, según el portal prestigioso stadiumdb.com. En la comisión determinante del vencedor entraban cinco arquitectos que evaluaban las obras por tres criterios claves: valor arquitectónico, funcionalidad e innovación.
Otkritie Arena es capaz de acoger a 45 360 espectadores. El estadio es la sede del club deportivo «Spartak» (Moscú). Conforme a las exigencias de la UEFA y la FIFA, durante los juegos oficiales en los torneos internacionales entre los clubes y selecciones el estadio no puede llevar el «nombre de patrocinador» y va a llamarse de un modo neutral «Estadio Spartak».
El estadio Otkrítie Arena es el centro deportivo del proyecto urbanístico de habilitación del antiguo aeropuerto en la región de Túshino. Aquí se encuentran viviendas, comercios, oficinas y edificios públicos, centros de salud y cultura física, canchas de tenis, palacios de deportes acuáticos y de hielo, guarderías y escuelas, centros de salud y puntos de trabajo creativo.
En un principio se planeó habilitar las zonas adyacentes a la Universidad Estatal de Moscú (MGU) para la organización del Festival de Hinchas de la FIFA. Esta iniciativa fue criticada duramente por numerosos estudiantes y profesores de la universidad, motivándolo con que no podrían prepararse para los exámenes durante el Mundial. Al final, las partes llegaron a un compromiso: el recinto del festival estará cerca de la MGU, pero sin llegar a ocupar el territorio del campus, y el escenario principal del evento se hallará a la distancia de 310 metros del edificio central de la MGU. También se decidió reducir la capacidad del recinto de festival de 40 a 25 mil personas. Las demás instalaciones para el Mundial-2018 previstos en el territorio de la universidad tampoco estarían allí.
El Campeonato Mundial 2018 representará un estímulo importante para el desarrollo del movimiento deportivo de la ciudad. En 11 campos de entrenamiento, que aparecieron en Moscú con motivo de la celebración del Mundial, ya están entrenándose más de 10 000 deportistas jóvenes. «Cerca de cada uno de estos campos se construyeron escuelas deportivas juveniles. El Campeonato Mundial pasará, pero su legado queda, ya hoy en día en estos campos pueden entrenarse más de 10 mil niños».
En los días del Campeonato Mundial para el desplazamiento de los espectadores por Moscú serán utilizados unos shuttle-bus gratuitos.
- Shuttle S1 – «Metro «Parque de cultura» – Estadio «Luzhnikí»
- Shuttle S2 – «Calle Kosyguin – Estadio «Luzhnikí»
- Shuttle S3 – «Metro «Sókol» – Estadio «Luzhnikí»
- Shuttle S4 – «Aeropuerto Sheremétievo – Estadio «Luzhnikí»
- Shuttle S5 – «Aeropuerto Sheremétievo – Metro «Jóvrino»
- Shuttle S6 – «Aeropuerto Vnúkovo – Metro «Salárievo»
- Shuttle S7 – «Aeropuerto Domodédovo – Metro «Domodédovskaya»
- Shuttle S8 – «Metro «Kíyevskaya» – calle Kosyguin»

## Transporte

### Aéreo

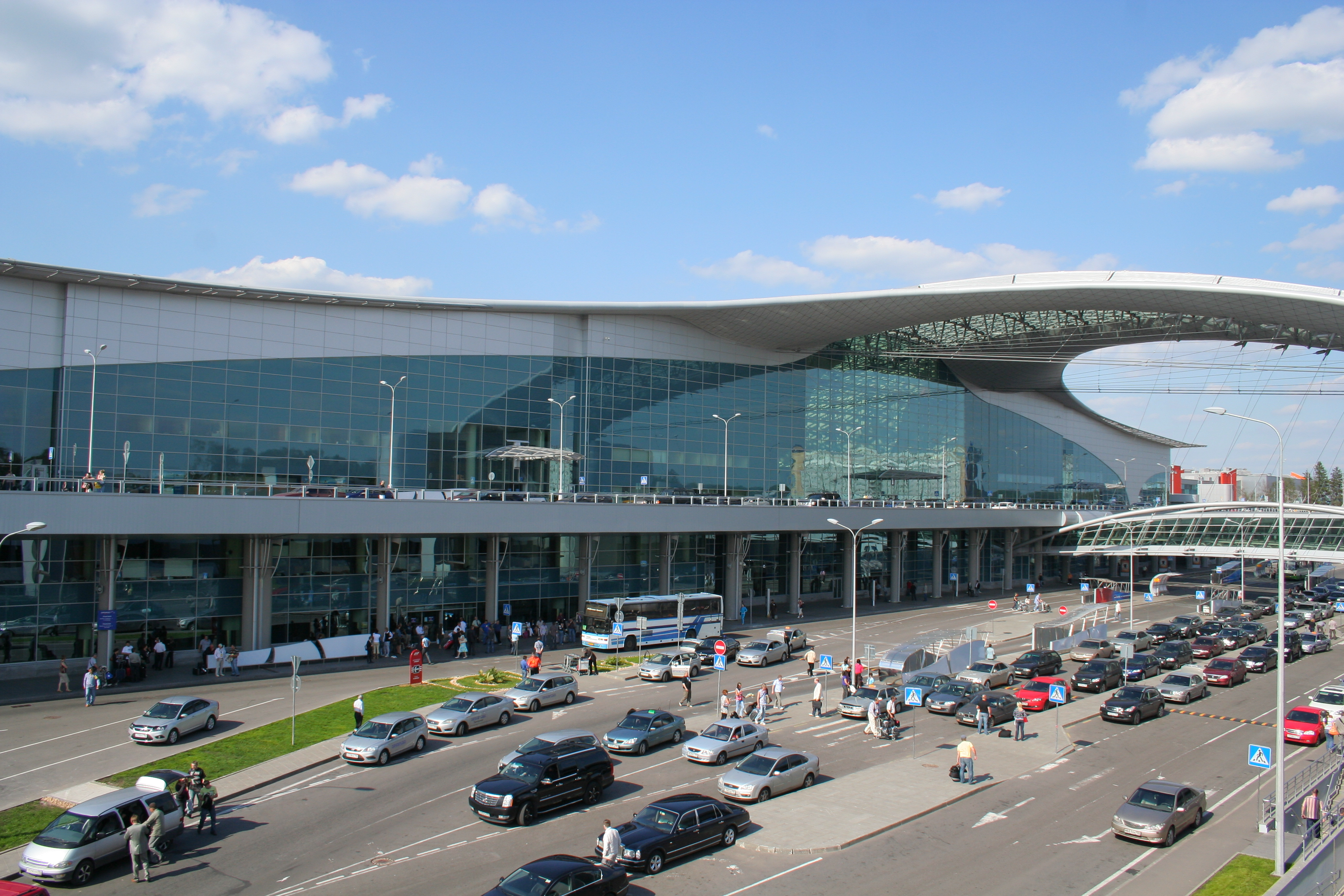
El Terminal D del aeropuerto Sheremétievo

Hay tres principales aeropuertos comerciales al servicio de Moscú: el Aeropuerto Internacional de Moscú-Sheremétievo, el Aeropuerto Internacional de Moscú-Domodédovo y el Aeropuerto Internacional de Moscú-Vnúkovo. El aeropuerto de Moscú-Sheremétievo es uno de los más importantes de la ciudad y el segundo que mayor volumen de pasajeros tiene de Moscú, con más de 12 millones de usuarios al año, y controla el 70 % de todos los vuelos internacionales.
El Aeropuerto Internacional de Moscú-Domodédovo es el principal aeropuerto de Rusia en términos de rendimiento de pasajeros, más de 16 millones al año, y es la principal puerta de entrada a los vuelos de larga distancia nacionales y de la Comunidad de Estados Independientes. Se encuentra a unos 34 kilómetros al sur de Moscú y consta de dos terminales. Es uno de los aeropuertos más modernos del país y la previsión del propio aeropuerto para los próximos años es muy positiva. La EAST LINE Group, compañía que gestiona el aeropuerto, reveló que en 2010 recibirán a 22 millones pasajeros y en 2015 a cerca de 30 millones, el doble volumen que en la actualidad.
Los otros aeropuertos en particular ofrecen vuelos dentro de Rusia y hacia y desde los estados de la antigua Unión Soviética. Los aeropuertos de Moscú varían en distancia del cinturón MKAD: Domodédovo está a 22 kilómetros, Vnúkovo a 11 kilómetros, Sheremétievo a 10 kilómetros, y Ostáfievo, el más cercano, a unos 8 kilómetros.
También hay varios aeropuertos más pequeños cerca de Moscú, como el aeropuerto de Myachkovo, destinados a los aviones privados, helicópteros y chárteres.

### Ferrocarril

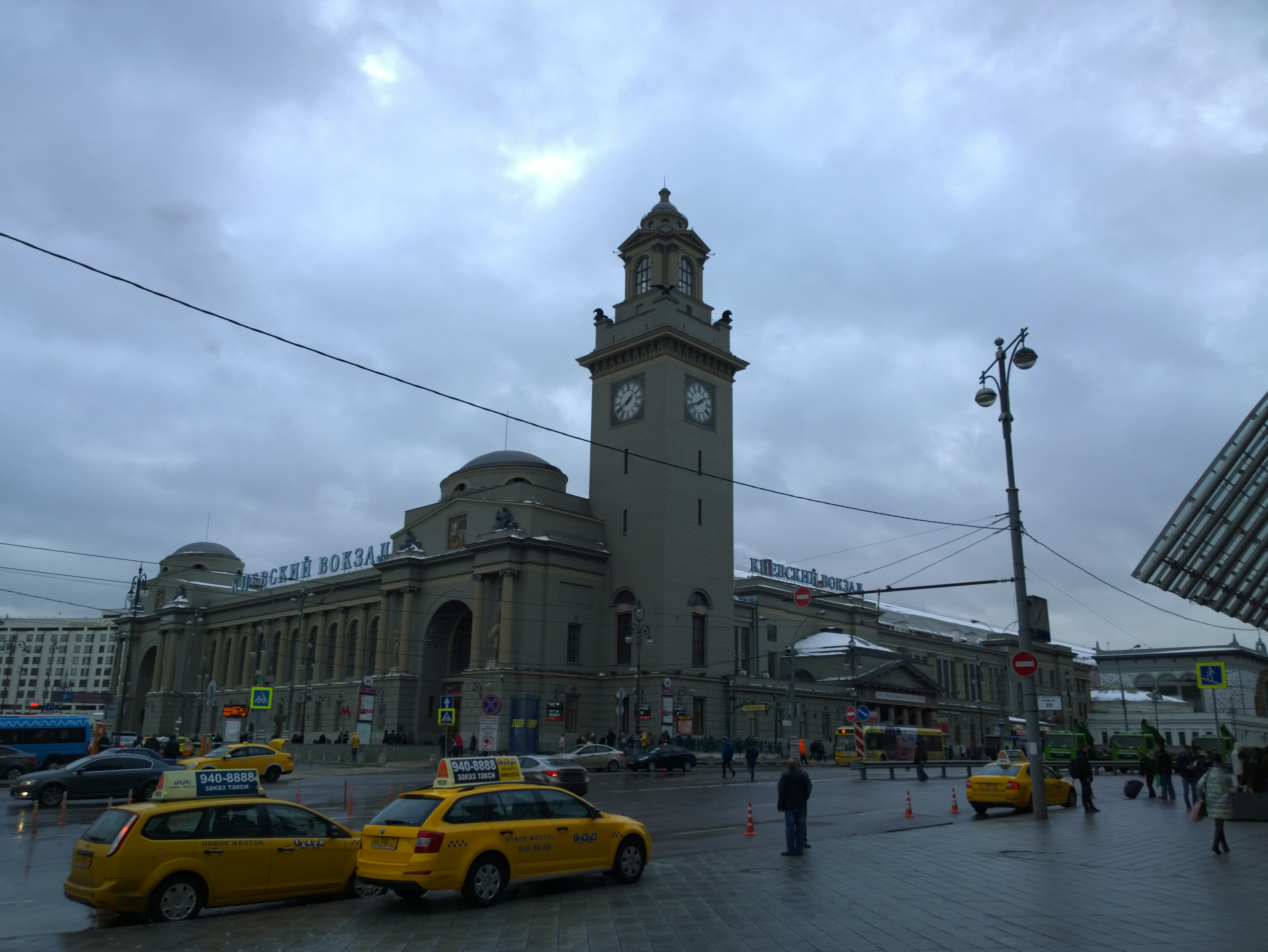
La estación de trenes Kíyevsky

Moscú cuenta con nueve estaciones de tren, que se encuentran cerca del centro de la ciudad, pero cada una de ellas maneja los trenes de diferentes partes de Europa y Asia. Las estaciones ferroviarias de Moscú son: Belorussky, Kazansky, Kíyevsky, Kursky, Leningradsky, Paveletsky, Rizhsky, Savyólovsky y Yaroslavsky. También hay muchas pequeñas estaciones de ferrocarril. Como los trenes son relativamente baratos, son el modo preferido de los moscovitas para desplazarse, sobre todo cuando salen a San Petersburgo. Moscú es también la terminal occidental del Transiberiano, que atraviesa casi 9.300 kilómetros de territorio ruso hasta Vladivostok, en la costa del Pacífico. Por otra parte, existe una terminal de autobuses de larga distancia y otras de autobuses interurbanos de pasajeros con un volumen de usuarios diario de 25 000 pasajeros.

### Marítimo
Moscú tiene dos terminales de barcos de pasajeros sobre el río, y rutas regulares de buques y cruceros a lo largo del Moscova y el Oká, que se utilizan principalmente para entretenimiento. La terminal norte del río, construida en 1937, es también el principal centro de larga distancia en las rutas fluviales. La ciudad posee tres puertos de carga.

### Transporte público
El transporte local incluye el metro de Moscú, famoso por sus obras de arte, murales, mosaicos, lámparas y decoración en general. Cuando se inauguró en 1935, el sistema tenía una sola línea pero hoy cuenta con doce, en su mayoría subterráneas con un total de 203 estaciones. Es uno de los sistemas de metro más profundos del mundo, por ejemplo, la estación Park Pobedy, terminada en 2003, se encuentra a 84 metros bajo tierra y tiene las escaleras mecánicas más largas de Europa. El metro de Moscú es uno de los más activos del mundo, transportando más de 7 millones de pasajeros al día. Hay también una línea de monorraíl, operado por la misma empresa. Existen planes para expandir el metro, para mitigar los grandes problemas de transporte que sufre Moscú.
El metro posee un gran desarrollo geográfico con algunas estaciones ubicadas fuera del centro de la ciudad a distancias de hasta cuatro kilómetros, desde las estaciones de metro una extensa red de autobuses transporta los pasajeros a las zonas residenciales. Cada gran avenida de la ciudad es atendida por lo menos por una ruta de autobús. También hay gran cantidad de redes de tranvías y trolebuses. Hay un servicio de monorriel en la parte oriental de la ciudad.
La página web Rutas de Moscú facilita la búsqueda de medios y rutas de transporte a través de la ciudad. Por esta circulan a diario más de 2,6 millones de automóviles. Los últimos años se ha observado un marcado crecimiento del número de vehículos, lo que causa numerosos atascos de tráfico.
El futuro Cuarto Anillo, es sólo una de las tres autopistas que se construyen dentro de los límites de la ciudad de Moscú. Estos complementarán a otros sistemas de carretera existentes que forman círculos concéntricos en torno a la ciudad.

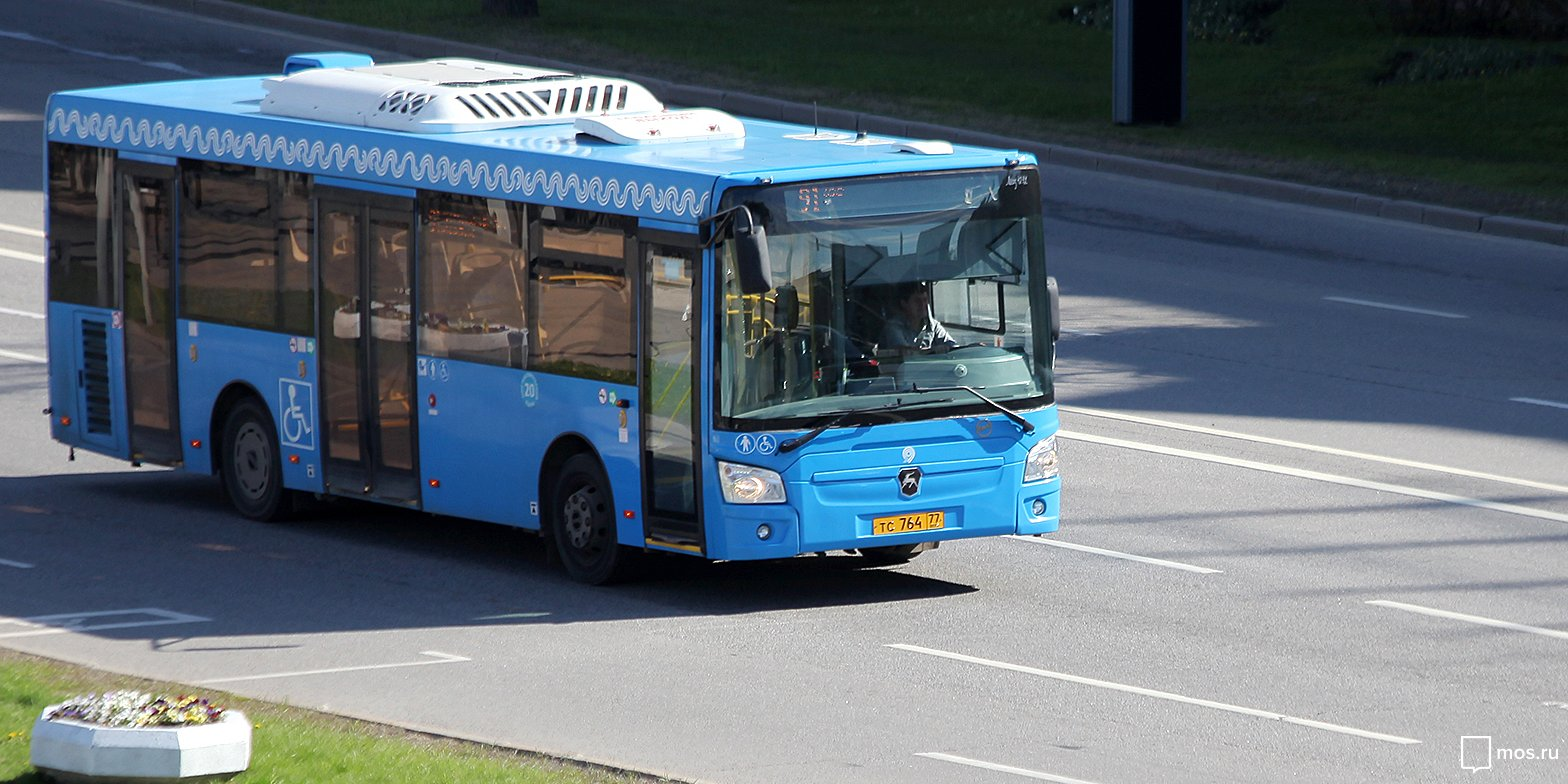
Autobús urbano
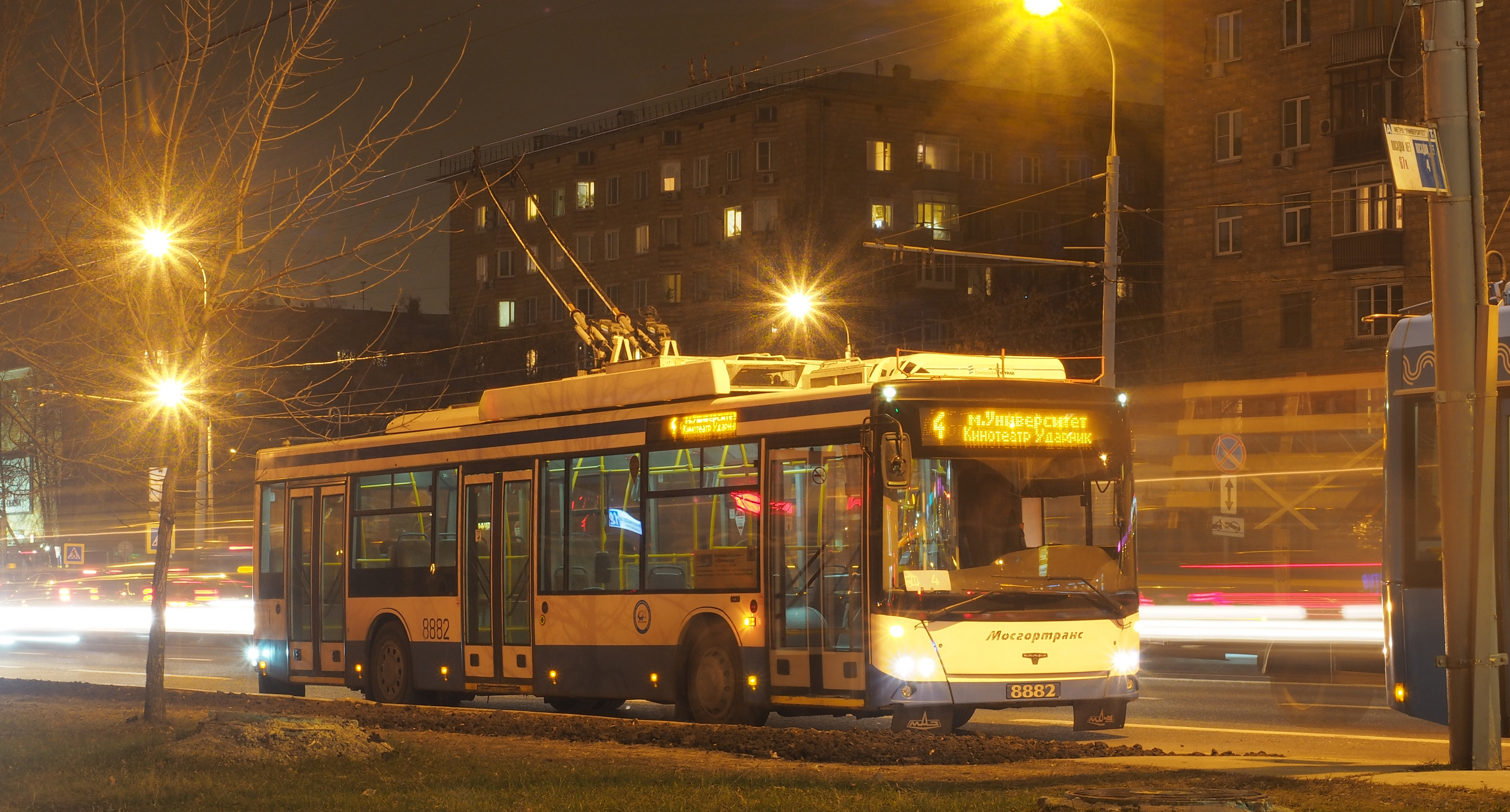
Trolebús urbano
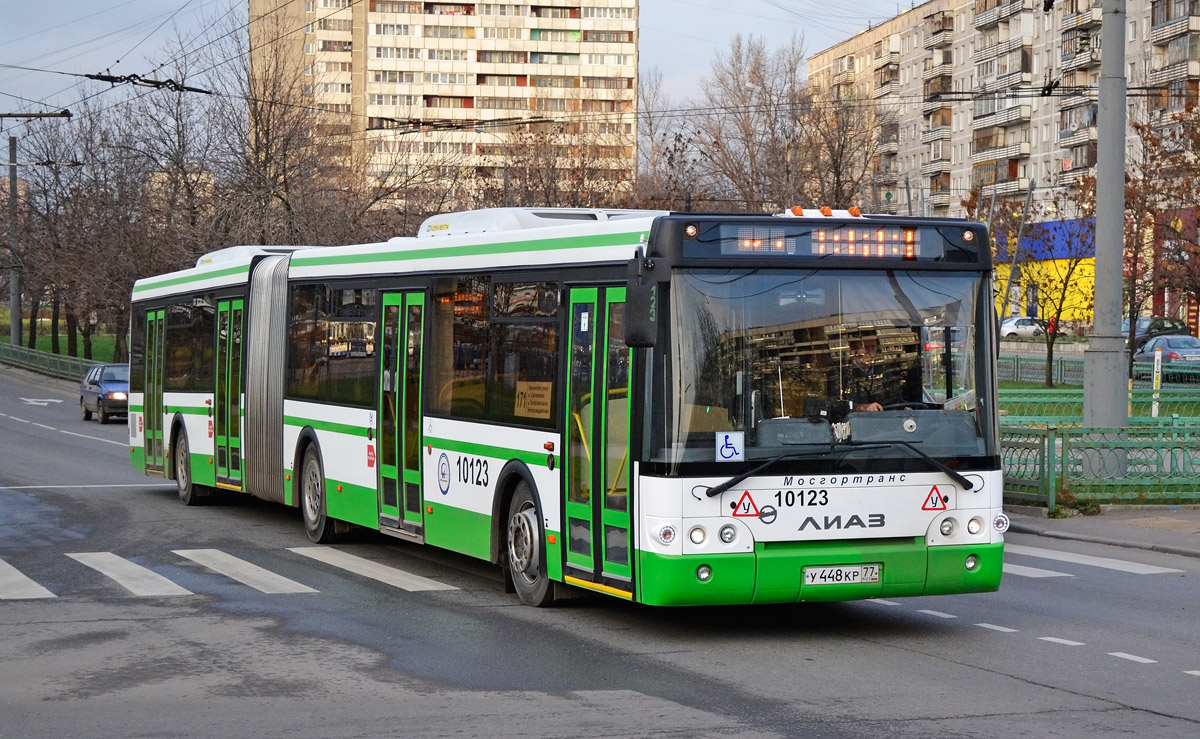
Autobús urbano
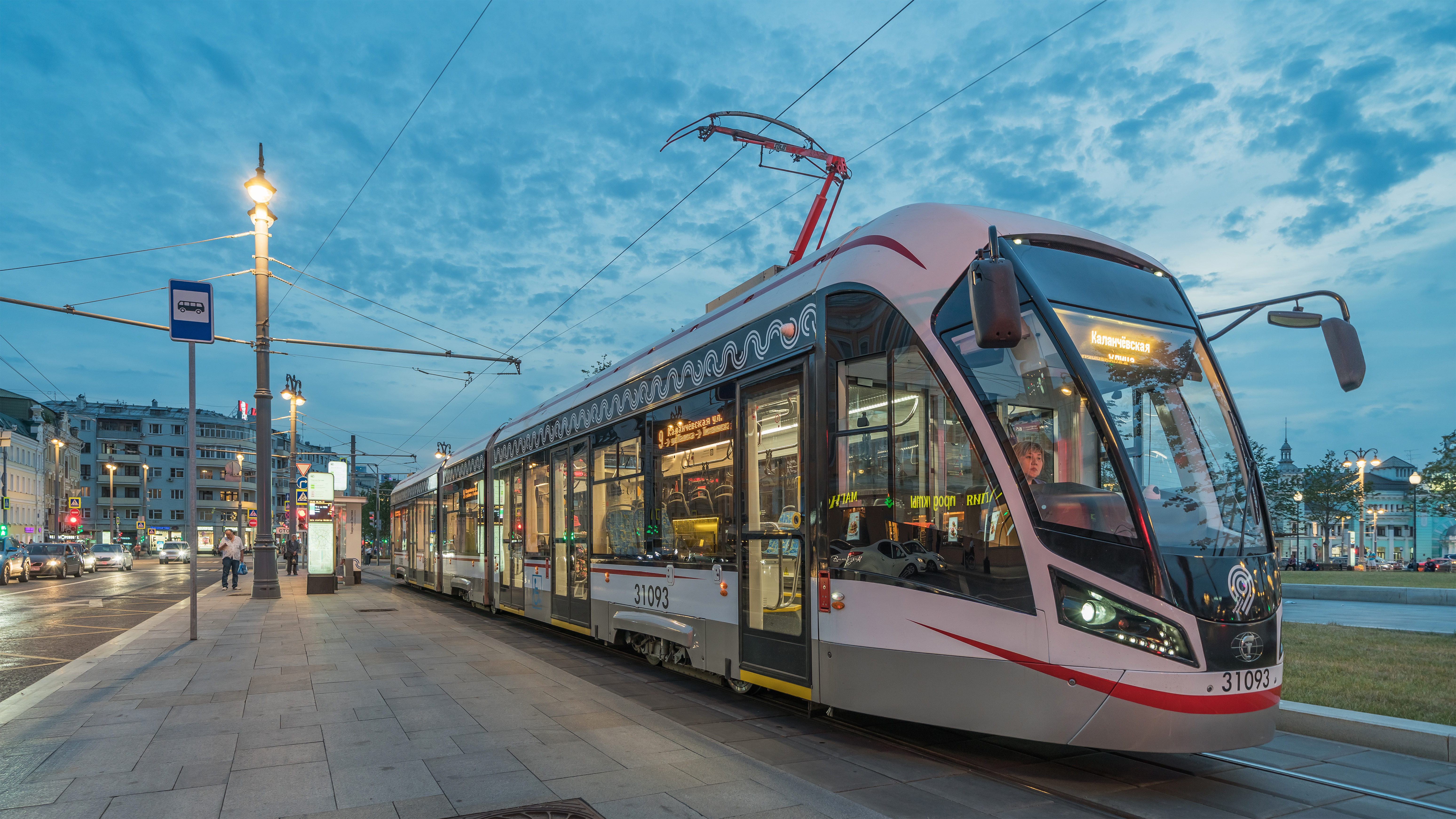
Tranvía urbano
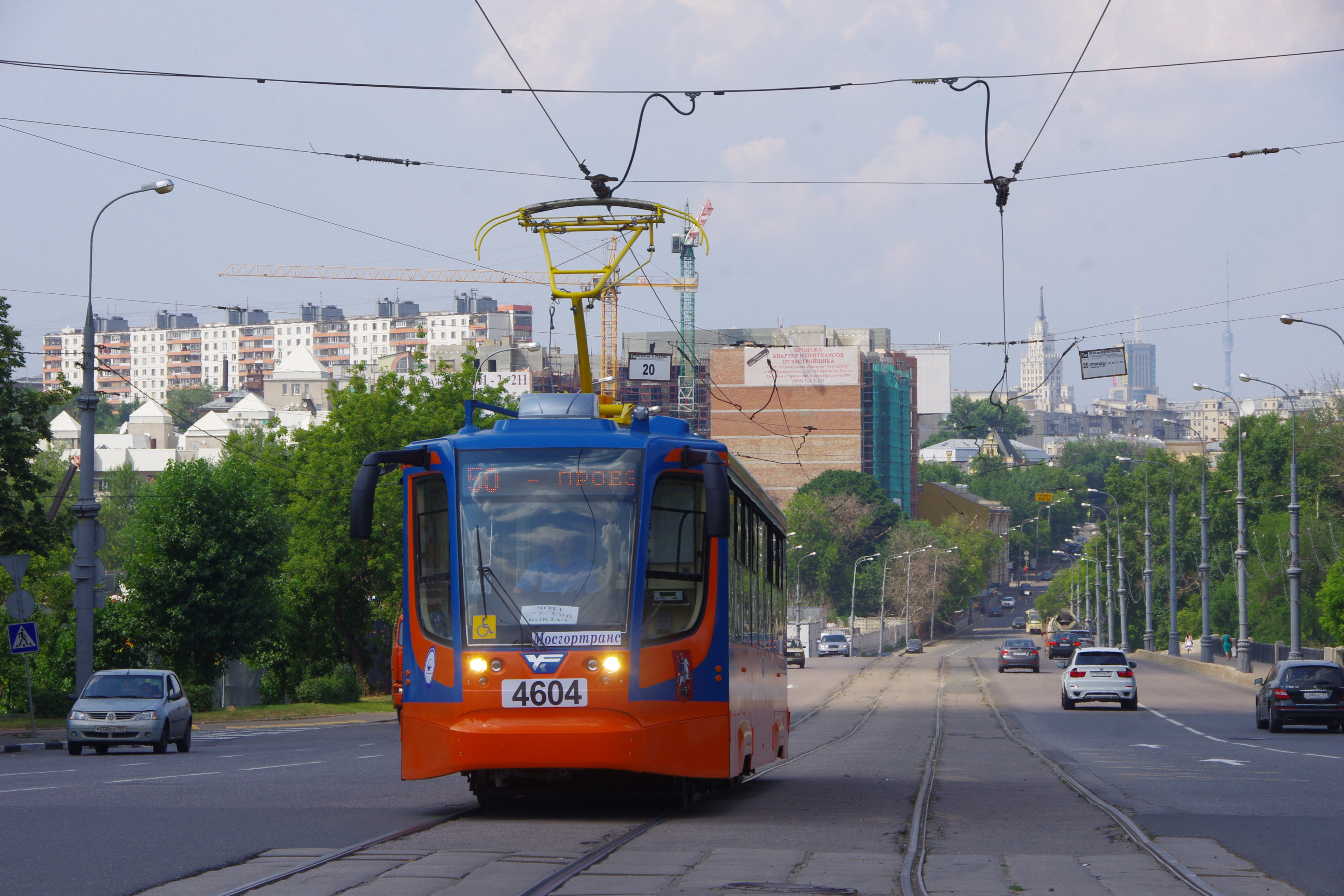
Tranvía urbano
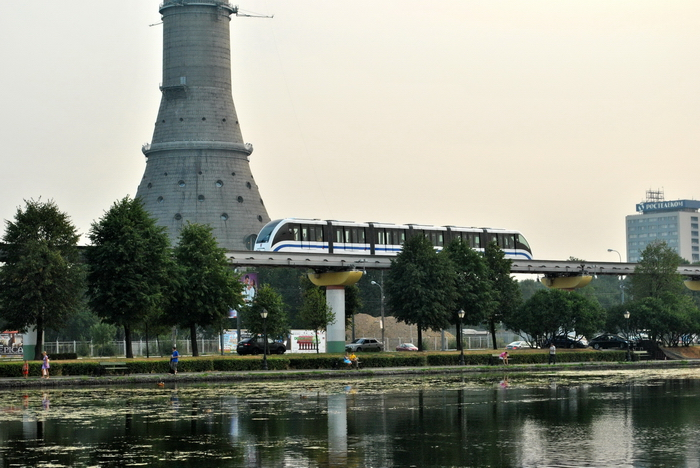
Monoraíl urbano
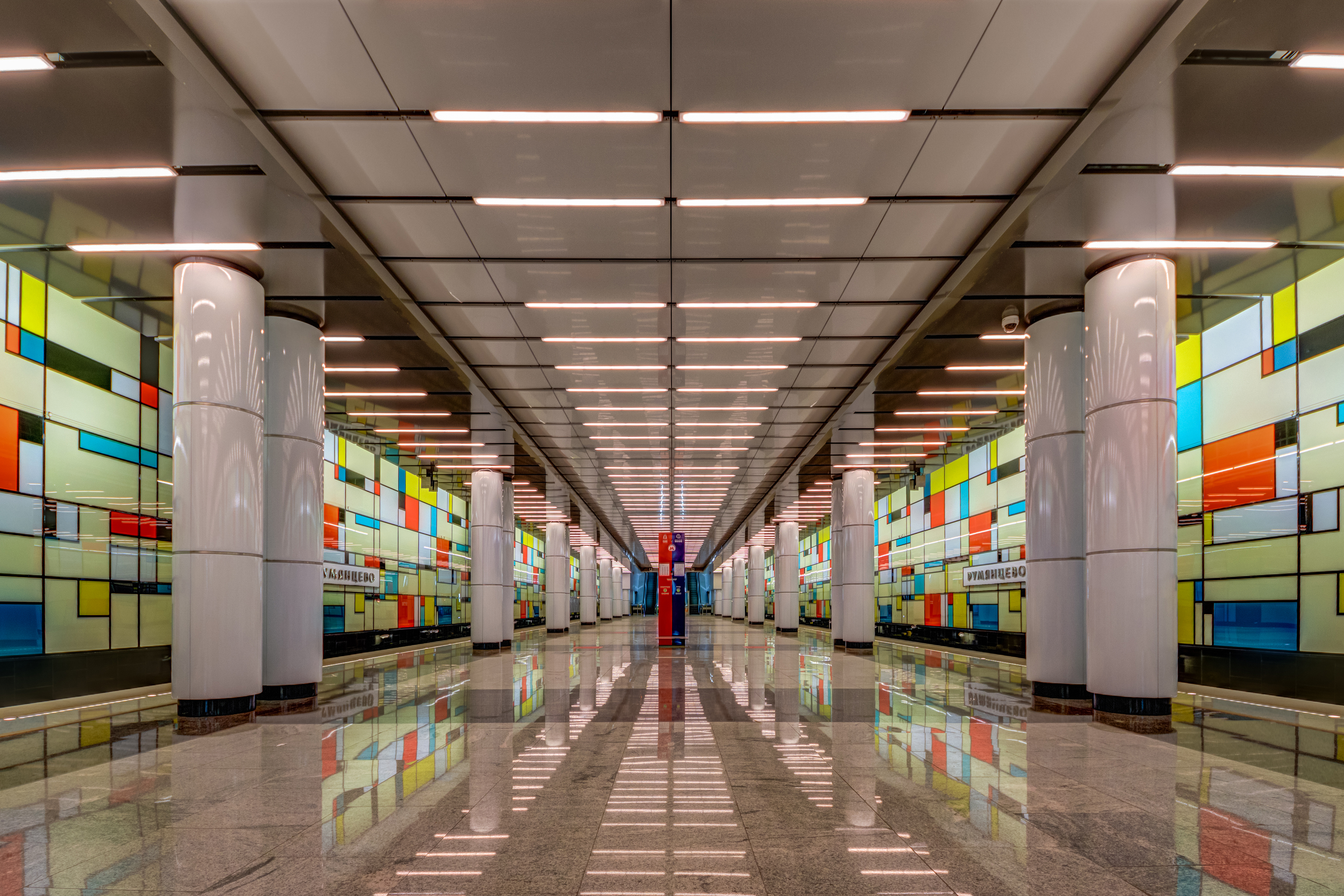
Estación Rumiántsevo
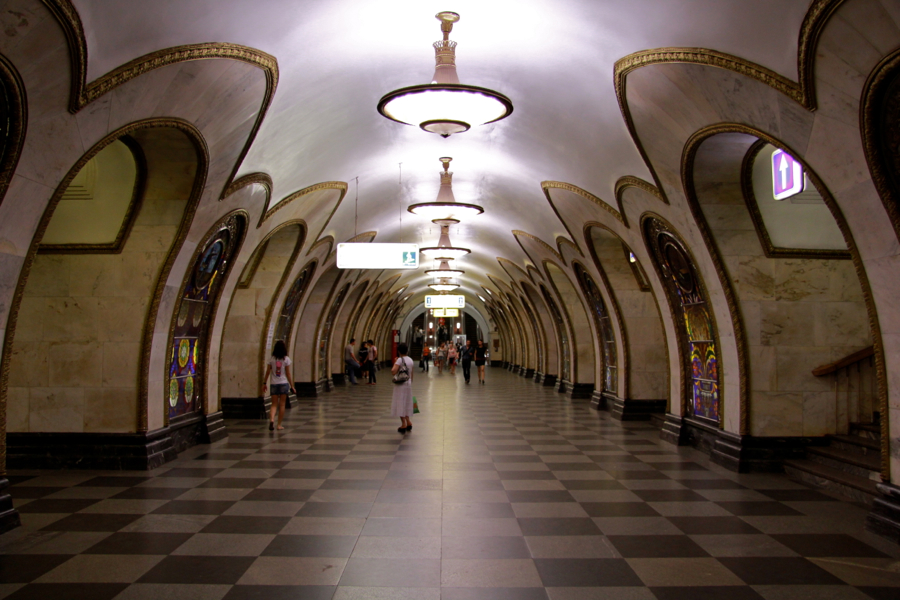
Estación Novoslobódskaya
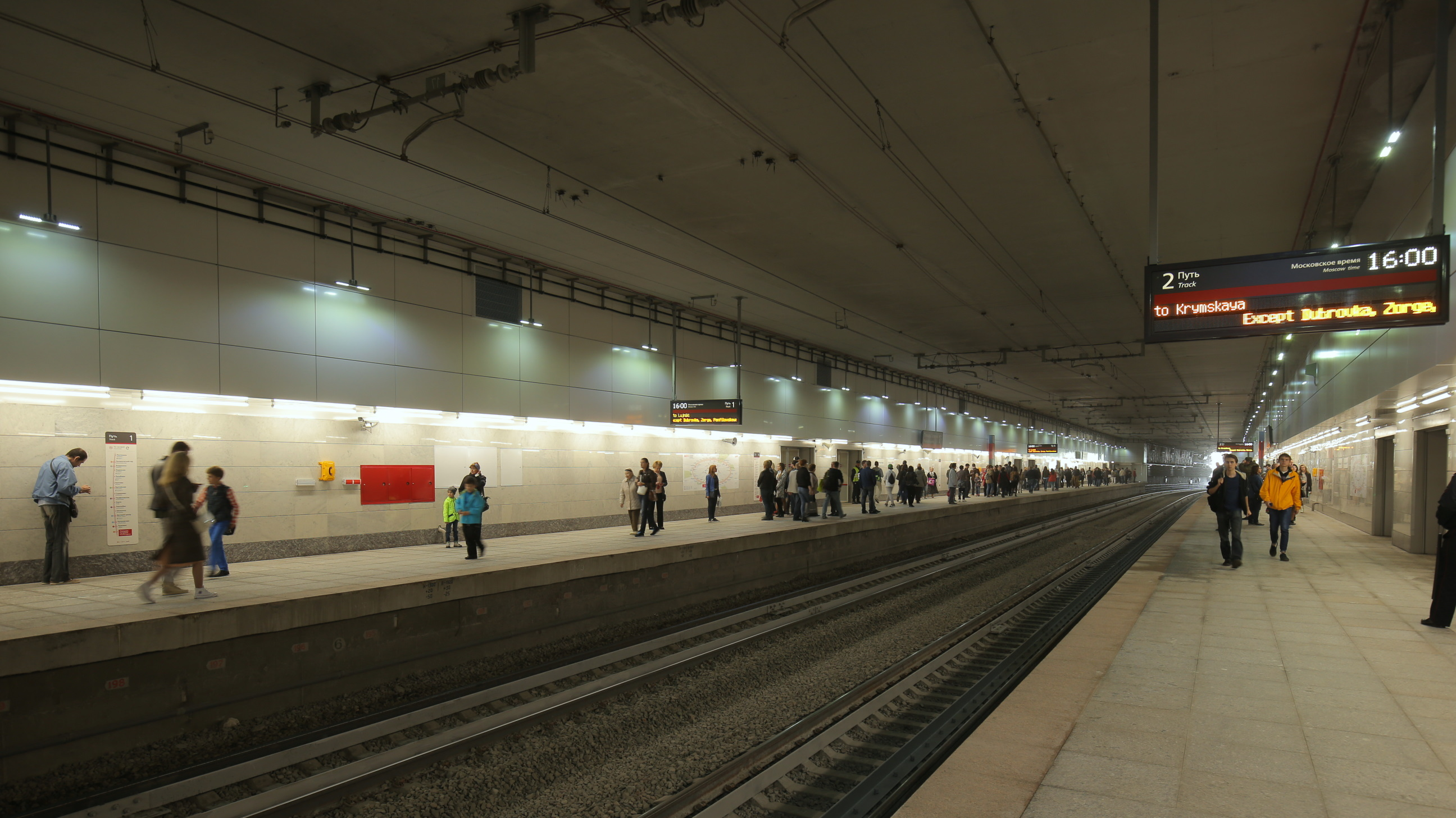
Estación Plóschad Gagárina del Círculo Central de Moscú
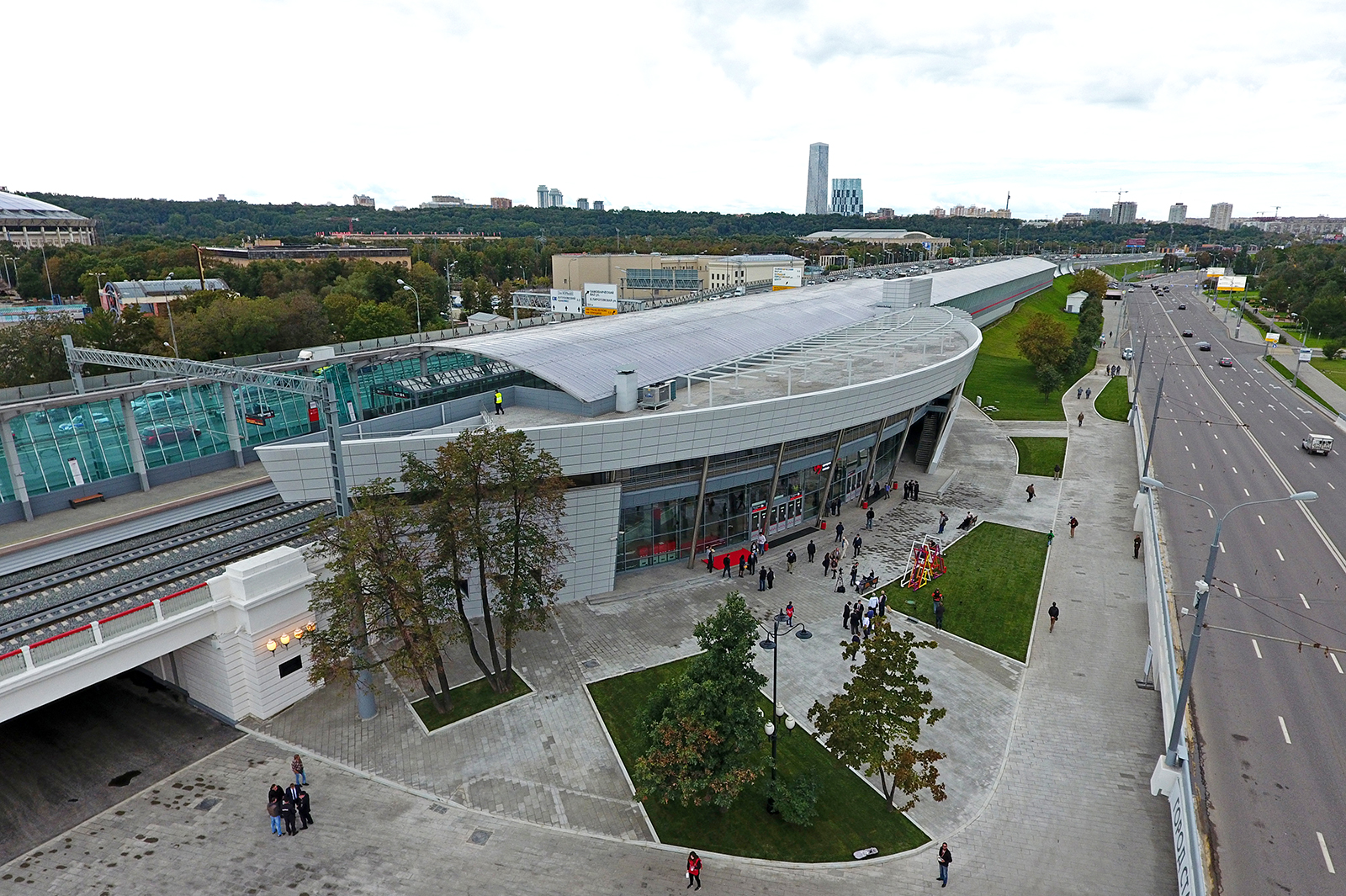
Estación Luzhnikí del Círculo Central de Moscú
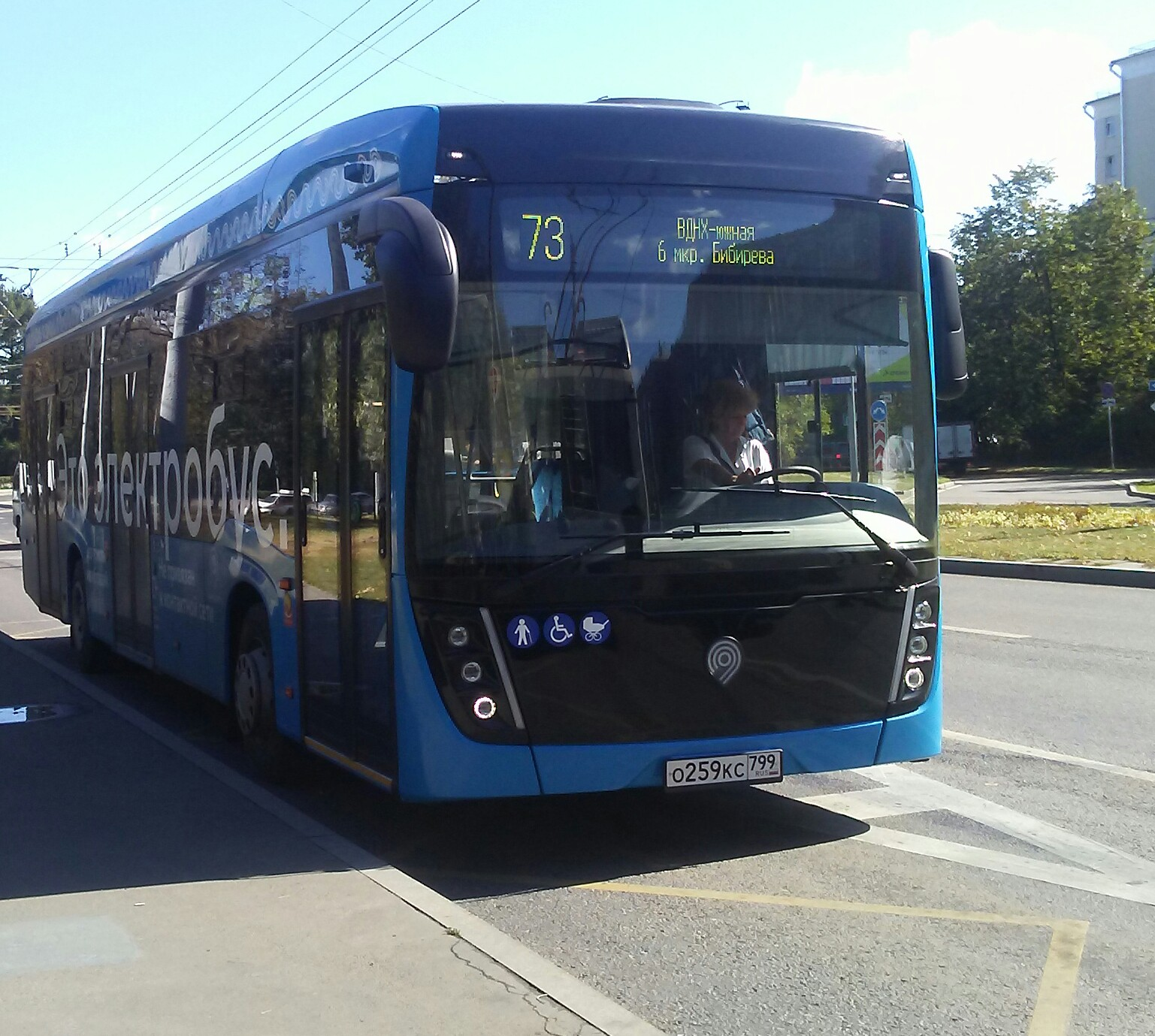
Autobús eléctrico
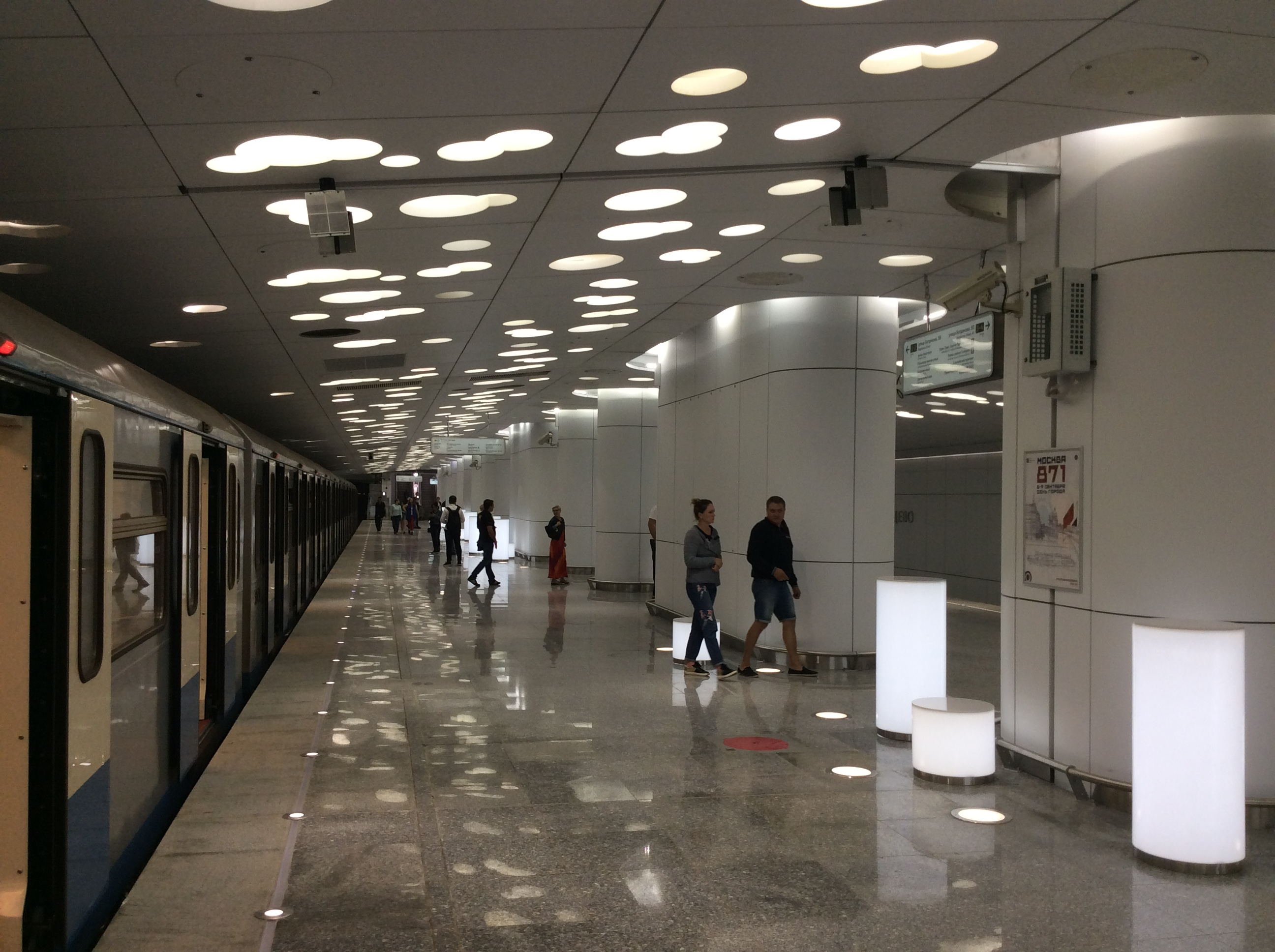
Estación Sólnstevo

### Vehículos compartidos
El ayuntamiento de Moscú ofrece diferentes servicios de comparticíon de vehículos por medio de empresas privadas. Hay el servicio de comparticíon de coches, llamado Karshering, con la posibilidad de buscar sur la aplicación del servicio un coche para conducirlo en la ciudad, estacionandolo al final del viaje. En el año 2018 el alcalde de Moscú dijo que el servicio de comparticíon de coches ciudadano llegó a ser el car sharing con más vehículos disponibles en Europa. Hay también la posibilidad de alquilar una bicicleta con el Velobike, el servicio de comparticíon de bicicletas tradicionales y eléctricas, con más de 3000 bici y 380 puntos de alquiler. Para alquiler una bici, hay que pagar con tarjeta de crédito o con Troika Card, la tarjeta polivalente de los transportes de Moscú. Existe un servicio de comparticíon de los patinetes eléctricos. Hay servicios privados de comparticíon de vehículos cerca de los grandes parques ciudadanos.

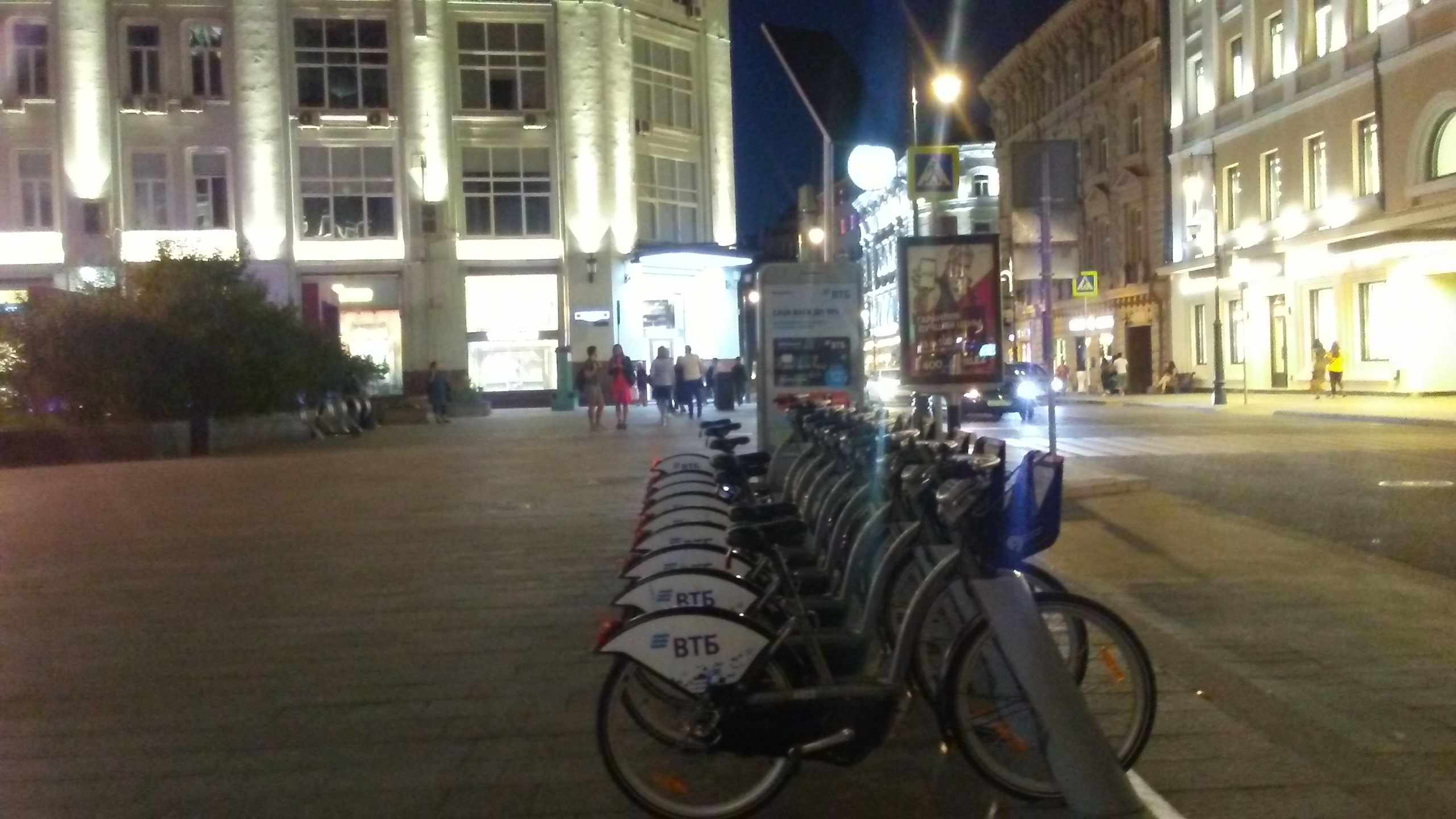
Estación del Velobike
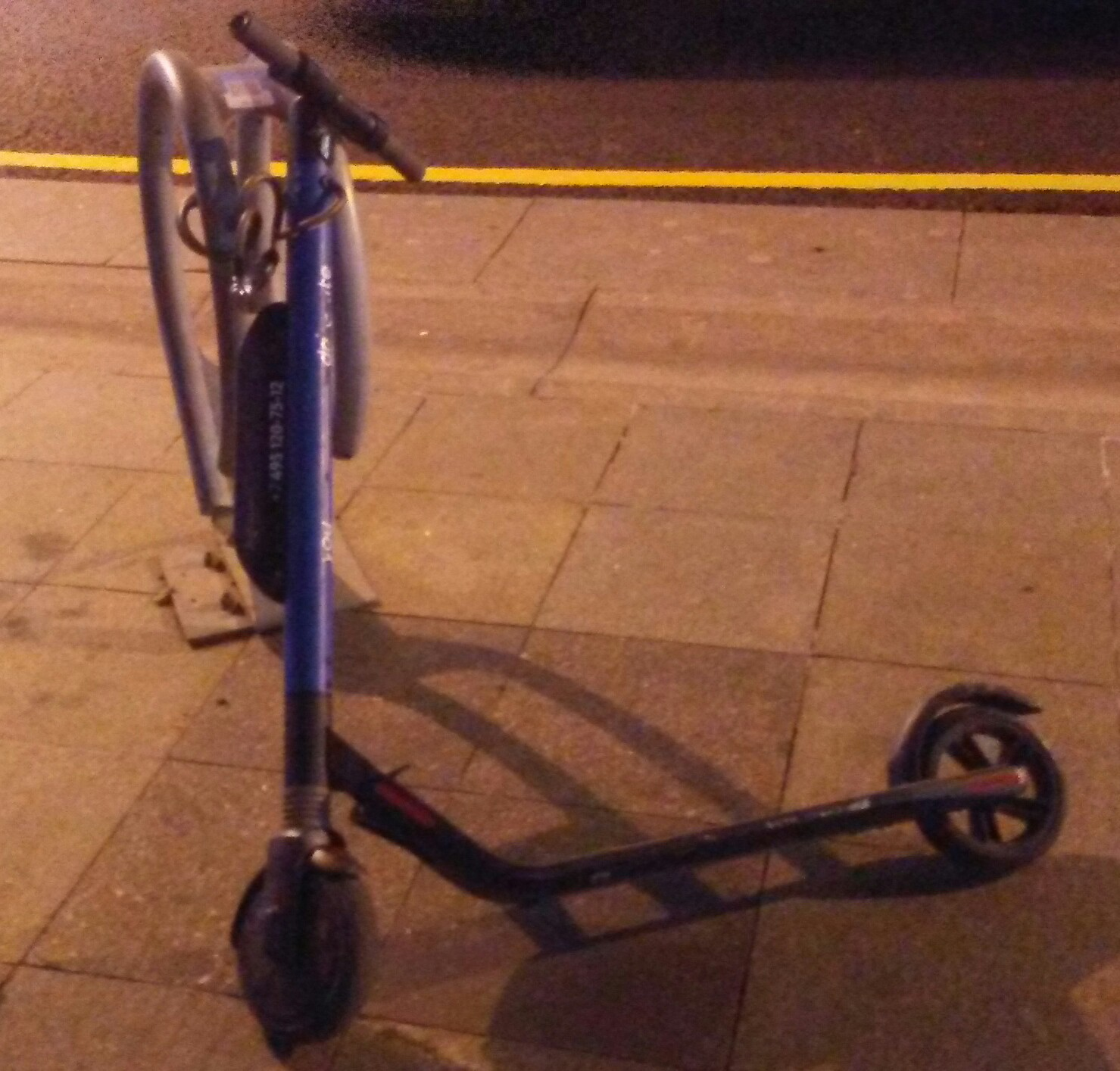
Patinete eléctrico de YouDrive Lite
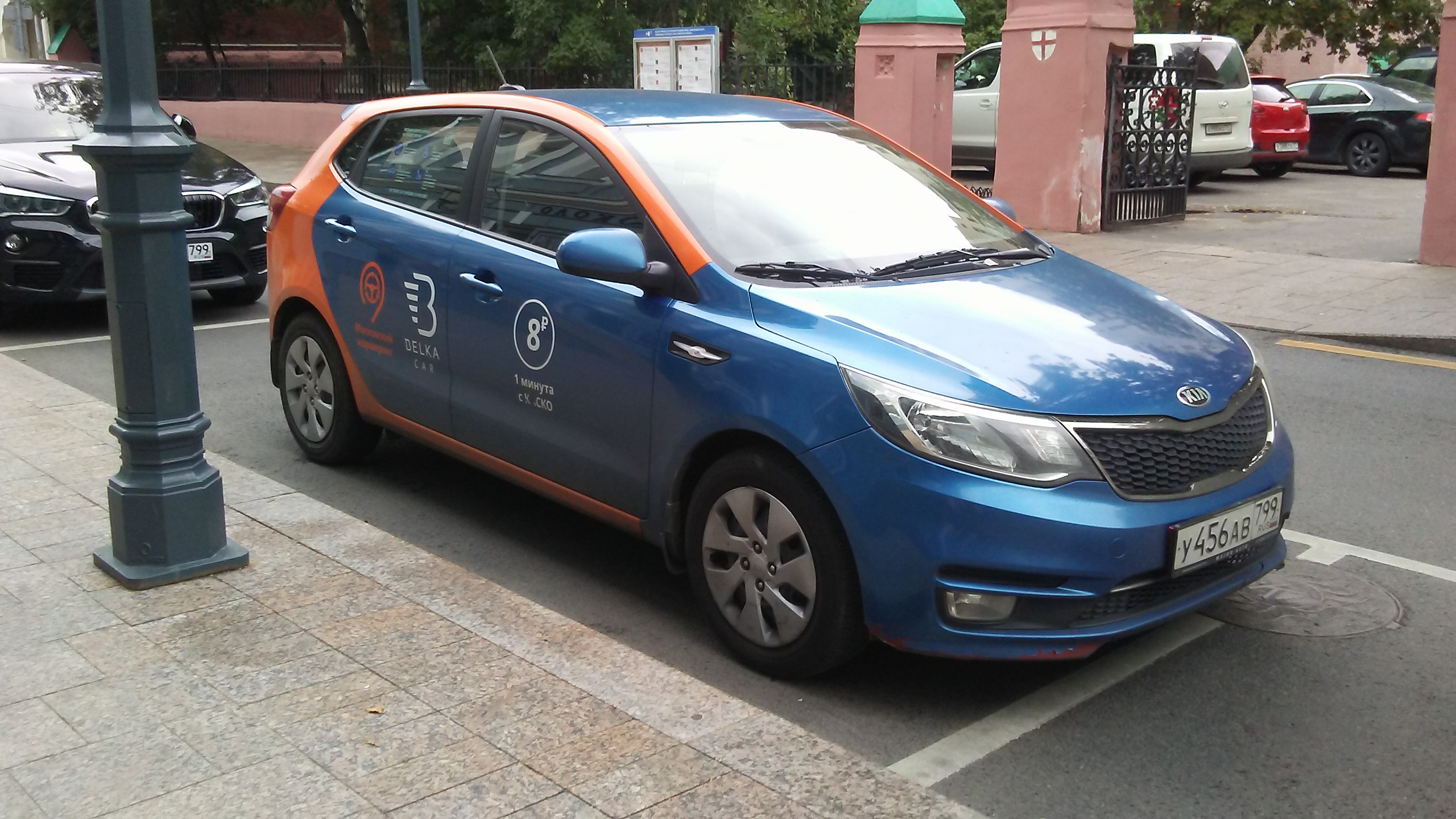
Coche del carsharing BelkaCar

### Telecabina de Moscú

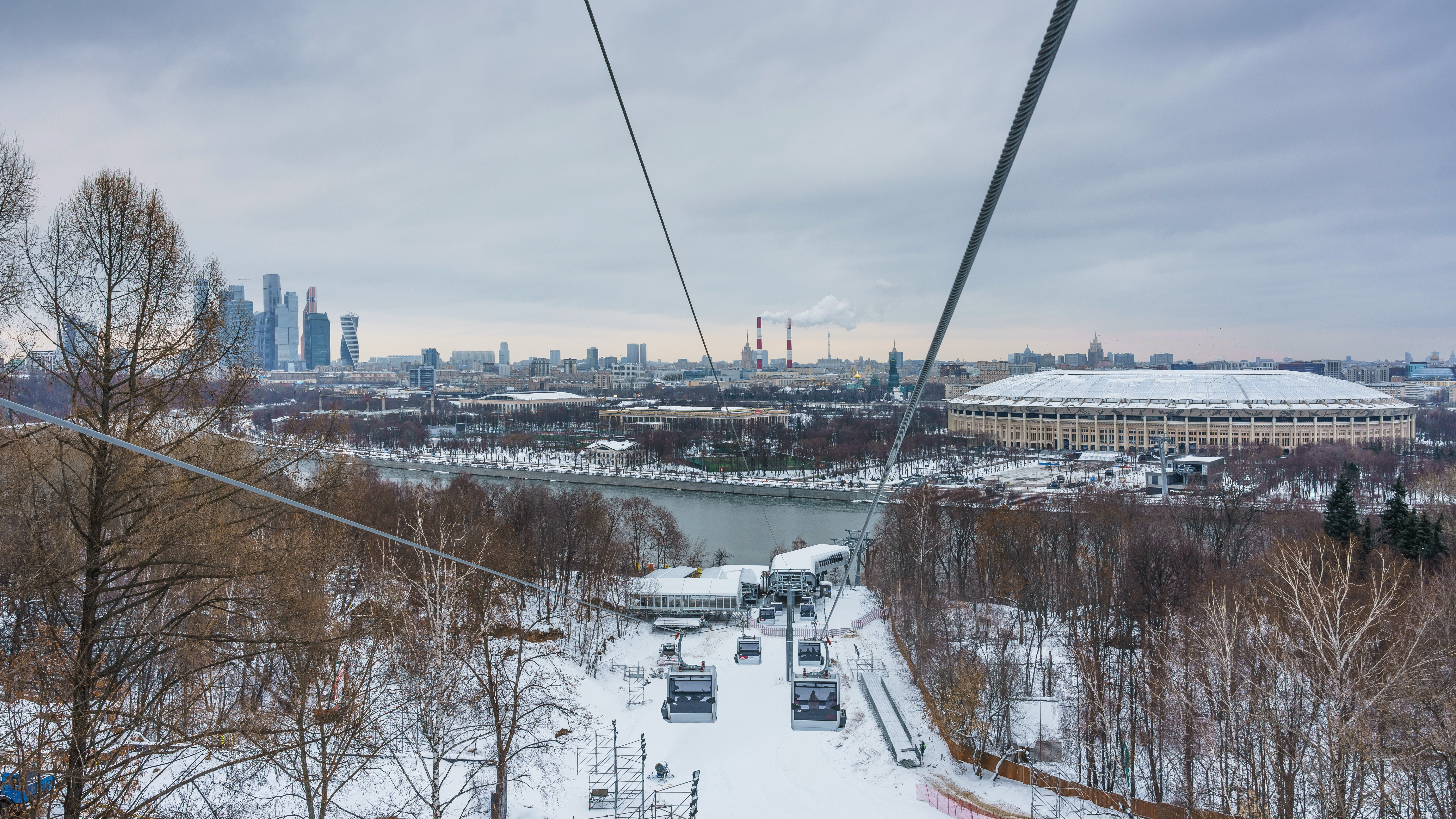
Telecabina de Moscú

El 26 de noviembre de 2018, el alcalde de la capital rusa Sobianin inauguró oficialmente el complejo de Telecabina de Moscú, operativo sobre el río Moscova. La infraestructura conecta el Complejo Olímpico Luzhnikí a la colina de los Gorriones y a la calle Kosyguin.
La ruta tiene una duración de 5 minutos, mientras utilizando el coche el tiempo empleado para terminar el recorrido es de 20 minutos, así que la telecabina es más conveniente.
El horario de funcionamiento del servicio de transporte público empieza a las 11:00 y termina a las 23:00. El complejo tiene 3 estaciones: Vorobyovy Gory (colina de los Gorriones), Nóvaya Liga y Luzhnikí.
El cable tiene una longitud de 720 metros y es capaz de transportar un máximo de 1600 pasajeros cada hora en cualquier condición meteorológica. Las 35 cabinas están equipadas con pantallas audiovisuales, iluminación led, ganchos para las bicicletas, esquís y tablas de snowboard así como audioguías disponibles en ruso, inglés, alemán y chino.

### Sistema de navegación único de los transportes

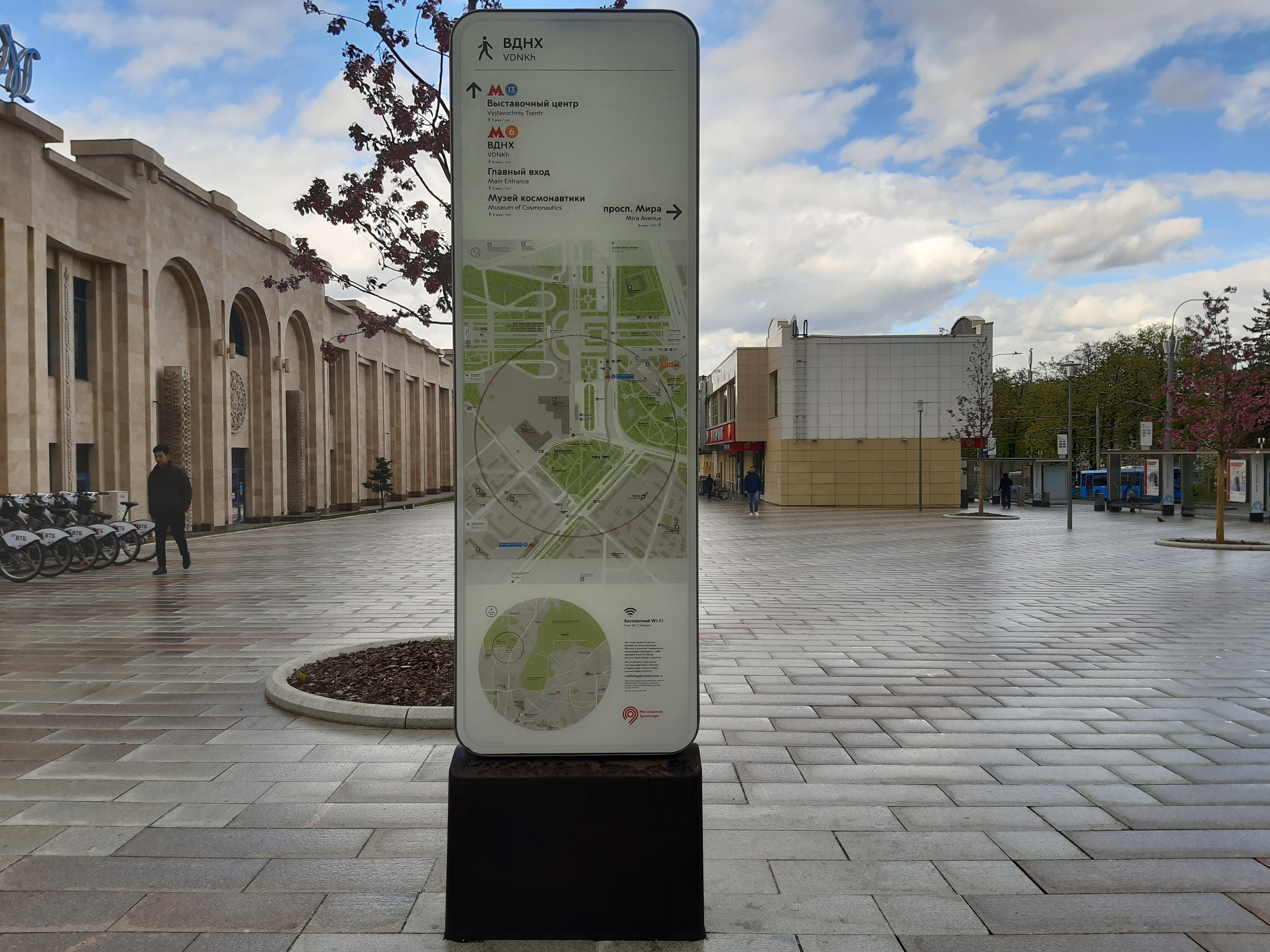
Panel informativo ubicado en una zona peatonal

En 2016, se introdujo el sistema de navegación único de los transportes de Moscú, que consiste en un diseño de señalización único, que ayuda a los pasajeros y peatones a navegar por la ciudad. El sistema fue diseñado para ser implementado en el Metro, en el transporte terrestre, en las áreas peatonales, en la red Velobike y en los espacios de tránsito. Cada elemento del sistema tiene un papel específico en la orientación y construcción de la ruta. Algunos elementos de navegación incluyen un mapa que indica al usuario en el espacio y los objetivos que se pueden alcanzar a pie en 5 minutos. Los materiales utilizados para la realización de los elementos de señalización permiten minimizar el vandalismo y las diversas piezas se pueden reemplazar fácilmente.
Los nuevos letreros se colocan donde los pasajeros y peatones necesitan encontrar su camino. El proyecto requiere un análisis de modelos peatonales, consideración del contexto y características específicas de cada lugar y una lista de preguntas para las cuales el usuario puede obtener una respuesta en ese lugar específico. El Departamento de Transporte y Desarrollo de Infraestructura Vial de Moscú desarrolló este sistema uniforme de señalización de navegación en un equipo que incluye diseñadores gráficos, diseñadores industriales, cartógrafos, analistas, editores y gerentes. Expertos rusos y mundiales trabajan constantemente en el proyecto.

## Problemas actuales

### Criminalidad y sin techo
La criminalidad en la capital rusa ha tenido un largo historial de la mano de la mafia. Sin embargo, en el los principios de los años 2000 otros sectores de la población han sustituido a la propia mafia (pandillas juveniles) en cuanto a crímenes perpetrados en Moscú.
Un informe de Mercer Human Resource Consulting en 2003 reveló que Moscú era la ciudad más peligrosa de Europa. Los datos de los sucesos en Moscú durante el año 2002 revelaron que se registraron 163 418 delitos, un 29,7 % más que en 2001, un 20,4 % más en cuanto al número de delitos relacionados con el tráfico de drogas y las agresiones a personas, incluidos los asesinatos, aumentaron en un 7,3 % con respecto al año anterior.
El aumento de los crímenes de jóvenes menores de edad coincidía con el alto número de niños que vivían en las calles. Se calcula que en torno a 2000 niños vivían en las calles de la capital y otros 5000 estaban alojados en instituciones gubernamentales. En total, unos 300 000 vagabundos y "sin techo" deambulaban por Moscú y sólo un 10 % era natural de la ciudad. El resto provenía de otros lugares de Rusia o de antiguas repúblicas soviéticas.

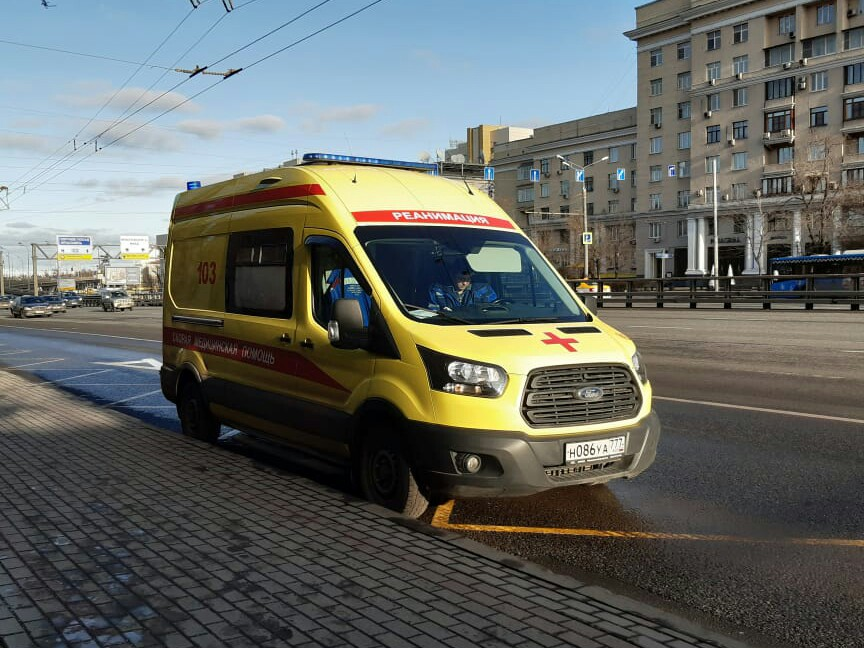
Ambulancia Ford Transit en Moscú

The Economist ha publicado el índice Safe Cities (Ciudades Seguras) de este 2019, una 'lista de clasificación' elaborado cada dos años por la prestigiosa revista para evaluar la seguridad en 60 urbes de todo el mundo. El índice se deriva del promedio entre las notas asignadas a cada ciudad conforme a cuatro rubros: seguridad digital, seguridad de infraestructura, seguridad de salud y seguridad personal. Con 65,8 puntos, Moscú se ha colocado en el puesto 37 de entre las ciudades evaluadas, con lo que sube cuatro puestos respecto a la versión 2017 de la 'lista de clasificación'. Más de 200 000 cámaras con sistema de reconocimiento facial están activas en el transporte, en las calles y edificios de la ciudad.
Los servicios de ambulancia de la ciudad han sido considerados los segundos mejores del mundo, según los analistas de PricewaterhouseCoopers (PwC), se dice en la web de la empresa. De hecho, en todas las categorías, Moscú se sitúa justo detrás de Berlín y por delante de Nueva York. Incluso aparece en primer lugar en algunos criterios, como el tiempo medio de respuesta de los operadores (4 segundos), el intervalo entre la llamada y la salida de la ambulancia (2 minutos y 30 segundos) y el tiempo de espera antes de la llegada de la ayuda (14 minutos 34 segundos, pero 9 minutos 24 segundos en caso de emergencia).
Como en todo el país, los números de emergencia son 101 para el servicio de bomberos, 102 para la policía, 103 para emergencias de salud, 104 para el servicio de emergencia de gas y 112 como número único de emergencia.

## Ciudades hermanadas
Moscú colabora activamente en el plan de hermanamiento de ciudades. Para ello está asociada con las siguientes urbes:

### Europa
- Belgrado, Serbia.
- Berlín, Alemania.
- Cracovia, Polonia.
- Atenas, Grecia.
- Düsseldorf, Alemania.
- París, Francia.
- Liubliana, Eslovenia.
- Tirana, Albania.[80]
- Praga, República Checa.
- Ereván, Armenia.
- Valenciennes, Francia.
- Varsovia, Polonia.
- Viena, Austria.
- Londres, Reino Unido.
- Madrid, España.
- Banja Luka, Bosnia-Herzegovina.
- Podgorica, Montenegro.
- Reikiavik, Islandia.[81]
- Riga, Letonia.

### América
- Buenos Aires, Argentina.
- La Paz, Bolivia
- Neiva, Colombia.
- Cusco, Perú.
- Chicago, Estados Unidos.
- Santiago, Chile.
- Bogotá, Colombia.
- Caracas, Venezuela.
- Valledupar, Colombia.
- Matagalpa, Nicaragua.
- Ensenada, México.

- Reynosa, México
- La Habana, Cuba.
- Santo Domingo, Rep. Dominicana.
- Tecomán, México.

### Asia
- Pekín, China.[82]
- Ankara, Turquía.
- Argel, Argelia.
- Nur-Sultán, Kazajistán.
- Bangkok, Tailandia.
- Beirut, Líbano.
- Dubái, Emiratos Árabes Unidos.
- Dusambé, Tayikistán.
- El Cairo, Egipto.
- Manila, Filipinas.
- Seúl, Corea del Sur.
- Simferópol, República de Crimea.
- Teherán, Irán.
- Tel Aviv, Israel.
- Tokio, Japón.
- Ulán Bator, Mongolia.

| Predecesor: Montreal | Ciudad Olímpica 1980 | Sucesor: Los Ángeles |
| Predecesor: Turín    | Universiadas 1973    | Sucesor: Roma        |